# Arròs
|  | Per a altres significats, vegeu «Arròs (desambiguació)». |

L'arròs és una planta herbàcia i semiaquàtica del gènere Oryza, de la família de les poàcies. El seu gra és un dels principals aliments de la humanitat, inclòs a la dieta del 70% de la població mundial. L'arròs pròpiament dit té el nom científic d'Oryza sativa mentre l'arròs africà es diu Oryza glaberrima.
Es tracta d'un cereal considerat com aliment bàsic en moltes cultures culinàries (en especial la cuina asiàtica), així com en algunes parts de Sud-amèrica i Centreamèrica. El seu gra correspon al segon cereal més produït del món, després del blat de moro. Atès que el panís és produït per a d'altres fins que el del consum humà, es pot dir que l'arròs és el cereal més important per l'alimentació humana. Contribueix de forma molt eficaç a l'aport calòric de la dieta: l'arròs és responsable de l'aport calòric d'una cinquena part de les calories consumides al món pels éssers humans. Des de l'any 2008 s'ha realitzat un racionament en alguns països a causa de la carestia d'arròs. A països com Bangladesh i Cambodja pot arribar a ser gairebé les tres quartes parts de l'alimentació de la població.
Es dediquen moltes hectàrees de cultiu per l'arròs al món. El 95% del cultiu d'aquest cereal s'estén entre els paral·lels 53º de latitud nord fins a 35° sud. L'origen del cultiu és disputat entre els investigadors, es discuteix l'origen entre la Xina i l'Índia.

## Etimologia
En català, com també en la major part de llengües europees, el nom de l'arròs prové de l'àrab ar-ruzz, i segons alguns autors aquesta vindria d'un mot indi. Així la similitud amb altres llengües és prou evident: riz en francès i bretó; riso en italià; arroz en basc, portuguès, gallec i espanyol; roz en aragonès; Reis (pronunciat "rais") en alemany i reis en gal·lès; rice en anglès; ris en danès; rys (рис) en ucraïnès; ris (рис) en rus; ryż en polonès; etc.

## Història

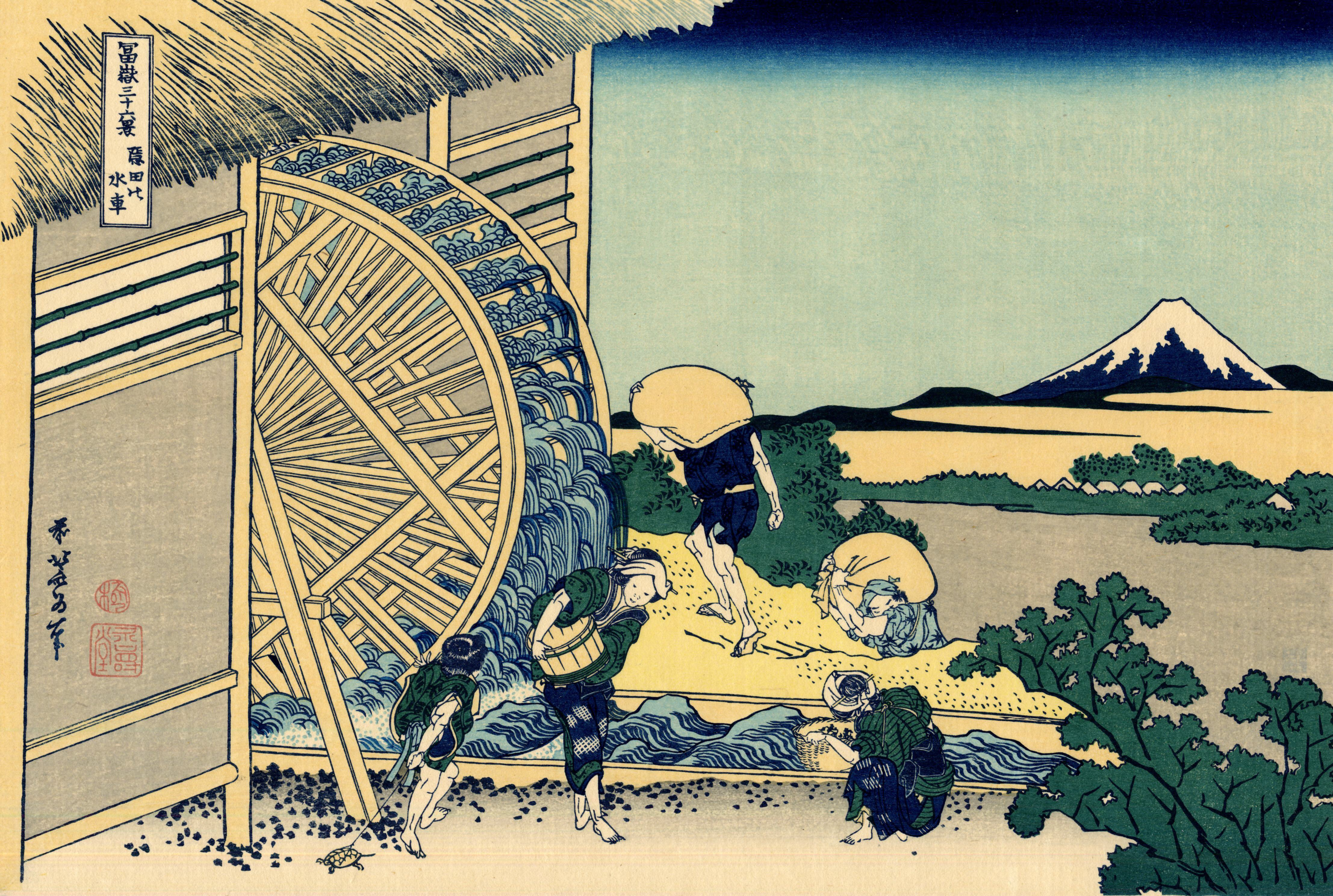
Llindar de neteja de l'arròs amb un molí d'aigua (El molí d'Onden, Trenta-sis vistes del Mont Fuji, Katsushika Hokusai)

Va començar-se a cultivar simultàniament en diversos països fa més de 6 mil·lennis. Dues espècies d'arròs van domesticar-se, l'arròs asiàtic (Oryza sativa) i l'africà (Oryza glaberrima). El conreu de secà es va introduir al Japó i Corea aproximadament el 1000 aC. El posterior arròs d'inundació en agricultura intensiva va ser iniciat probablement a Corea entre 850 a 500 aC i va passar al Japó pels Yayoi sobre el 300.
L'arròs es va domesticar en la meitat est d'Europa i la Mediterrània cap al 800. Els àrabs el van portar a la península Ibèrica quan la van conquerir en 711. Després de la meitat del segle xv, l'arròs arriba a tota Itàlia i després a França, propagant-se a tot el continent durant les grans exploracions europees. Els aiguamolls litorals i els deltes dels principals rius del vessant mediterrani van ser els àmbits d'implantació, ajudats, quan la inundació natural no era possible, per les tècniques de regadiu i bombeig d'aigua i amb la construcció de les populars sínies. El 1694 l'arròs va arribar a Carolina del Sud, probablement originari de Madagascar. Els espanyols van portar l'arròs a Amèrica del Sud a principis del segle xviii.
En el passat, als territoris catalanoparlants era un plat de supervivència de mariners i pagesos. Ho demostra el fet que existissin arrossos tan singulars com el de rata de les albuferes valencianes o el d'esquirol del Pirineus catalans.

## Descripció morfològica

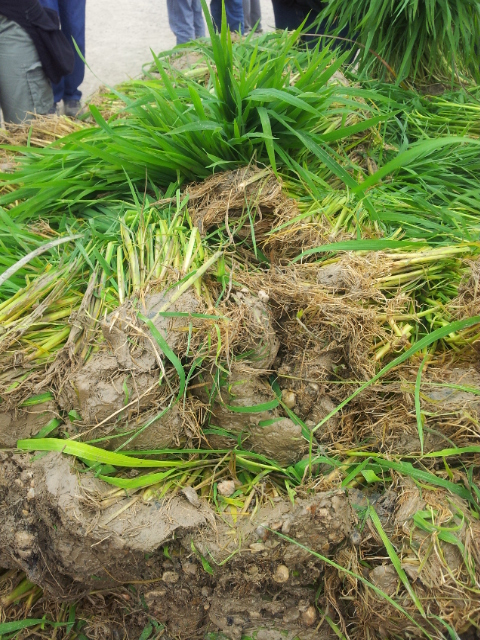
Garbes d'arròs per ser plantades

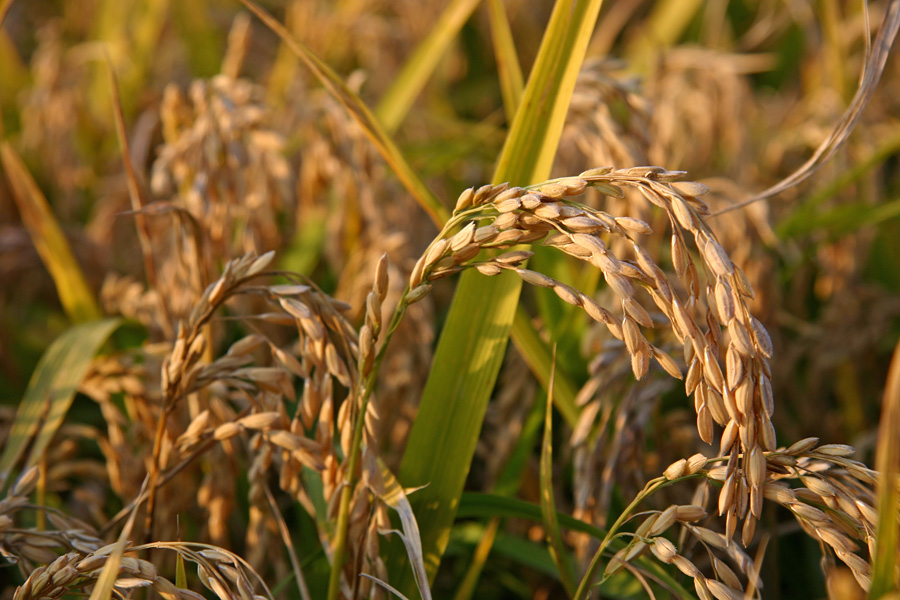
Planta d'arròs madura

L'arròs és una gramínia semiaquàtica de creixement anual. La seva mida varia de 0.4m fins a 1m d'alçada. Durant el seu desenvolupament la planta d'arròs té dues classes de rels, les seminals o temporals i les secundàries o adventícies. Les rels adventícies madures són fibroses, amb rels secundàries i pèls radicals. Les tiges són cilíndriques i fistuloses amb nusos i entrenusos. La part inferior d'aquesta tija és rastrera i sol surar a l'aigua, mentre que la part superior és erecte. Les fulles són sèssils, lleugerament aspres al tacte, tenen la làmina plana i estan unides a la tija per la beina. Es troben distribuïdes en forma alterna al llarg de la tija, són lanceolades, acabades en punta i amb nervació paral·lela i fan de 5-10mm d'amplada. La inflorescència està formada per un conjunt d'agrupacions de tipus espiga, anomenades espiguetes, aquestes espiguetes alhora es troben disposades en inflorescències secundàries anomenades panícules que es corben quan el fruit és madur. Les flors són petites, inconspícues i hermafrodites. L'androceu té 3 estams amb les anteres llargues, diteques, basifixes i sagitades. El gineceu està format per 2 carpels soldats en un ovari súper i unilocular a l'interior del qual es desenvolupa un sol primordi seminal. El fruit és una mena d'aqueni dur anomenat cariòpside de color blanc ovoide i comprimit. La llavor està recoberta d'una pellofa de diverses capes. El que és conegut com a gra d'arròs és l'endosperma (per tant desproveït de l'embrió) d'aquesta llavor.

## Composició química
El gra d'arròs conté midó en una proporció entre el 70-80%. Aquest midó és compost principalment per amilopectina, alfa-amilosa i beta-amilosa. La pellofa (segó) és especialment rica en fibra, àcid fític, tiamina, riboflavina, niacina i tocoferol. Quant als minerals cal destacar-ne el fòsfor, el ferro i el potassi.

## Valor nutritiu

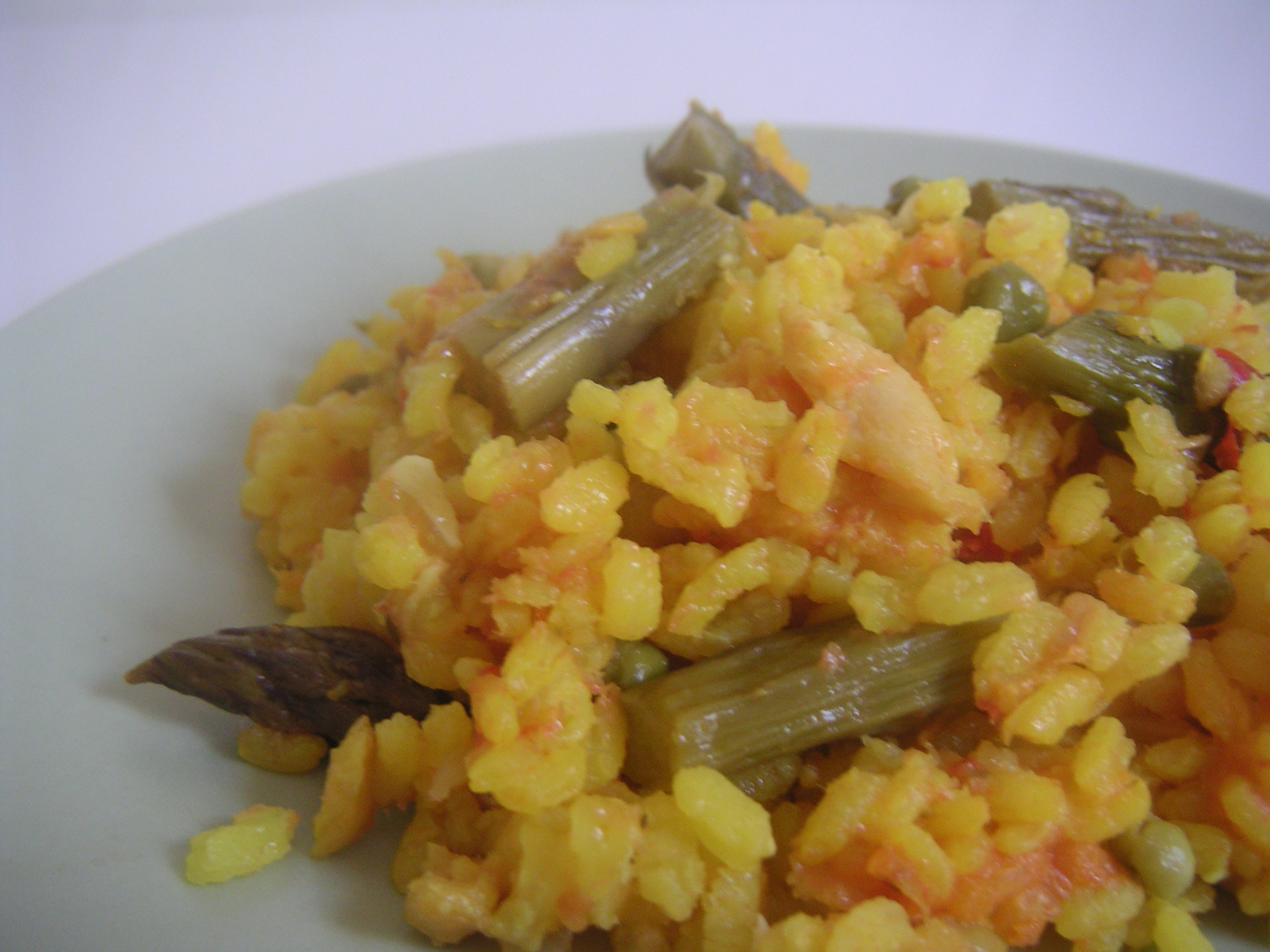
Arròs de bacallà

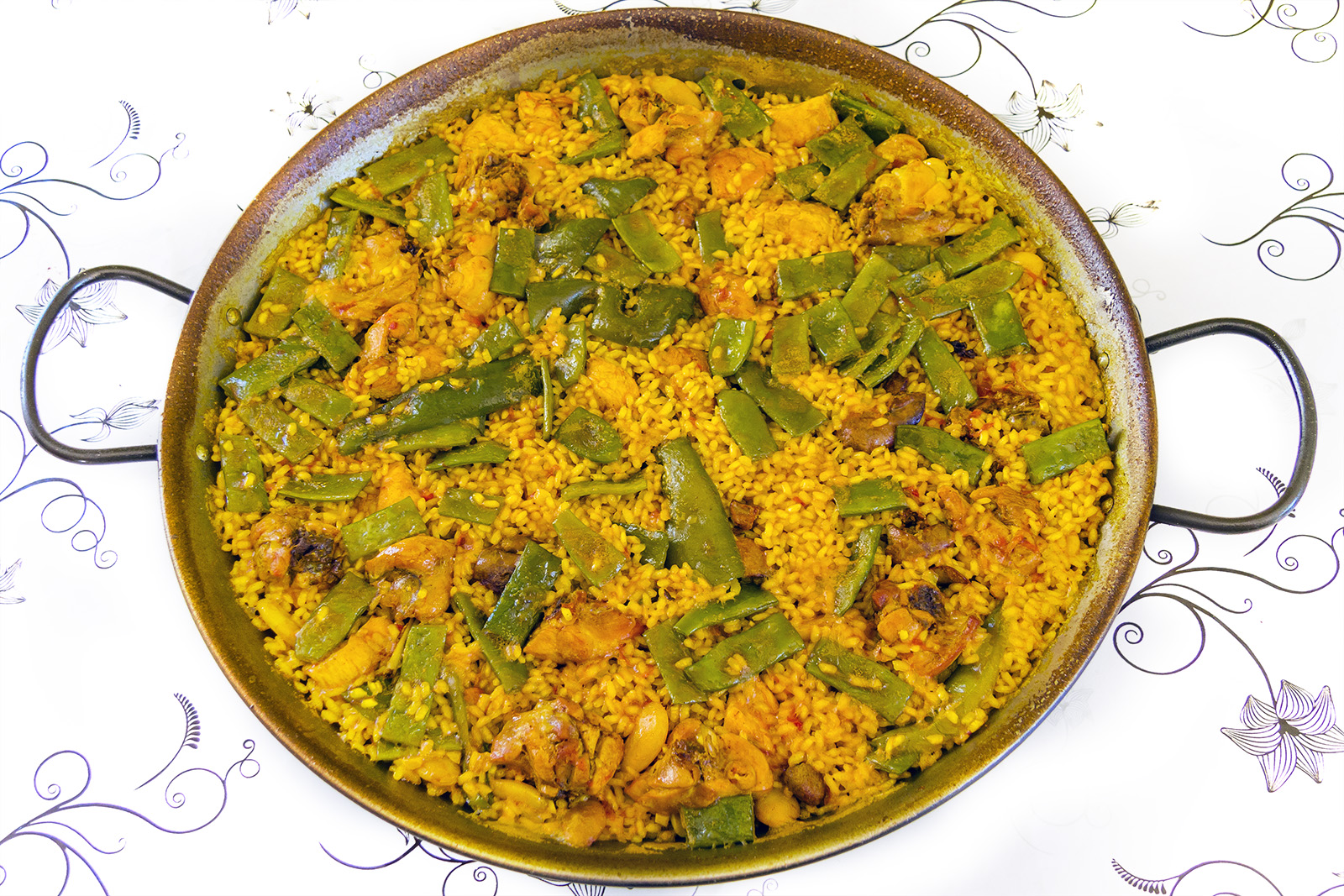
Paella

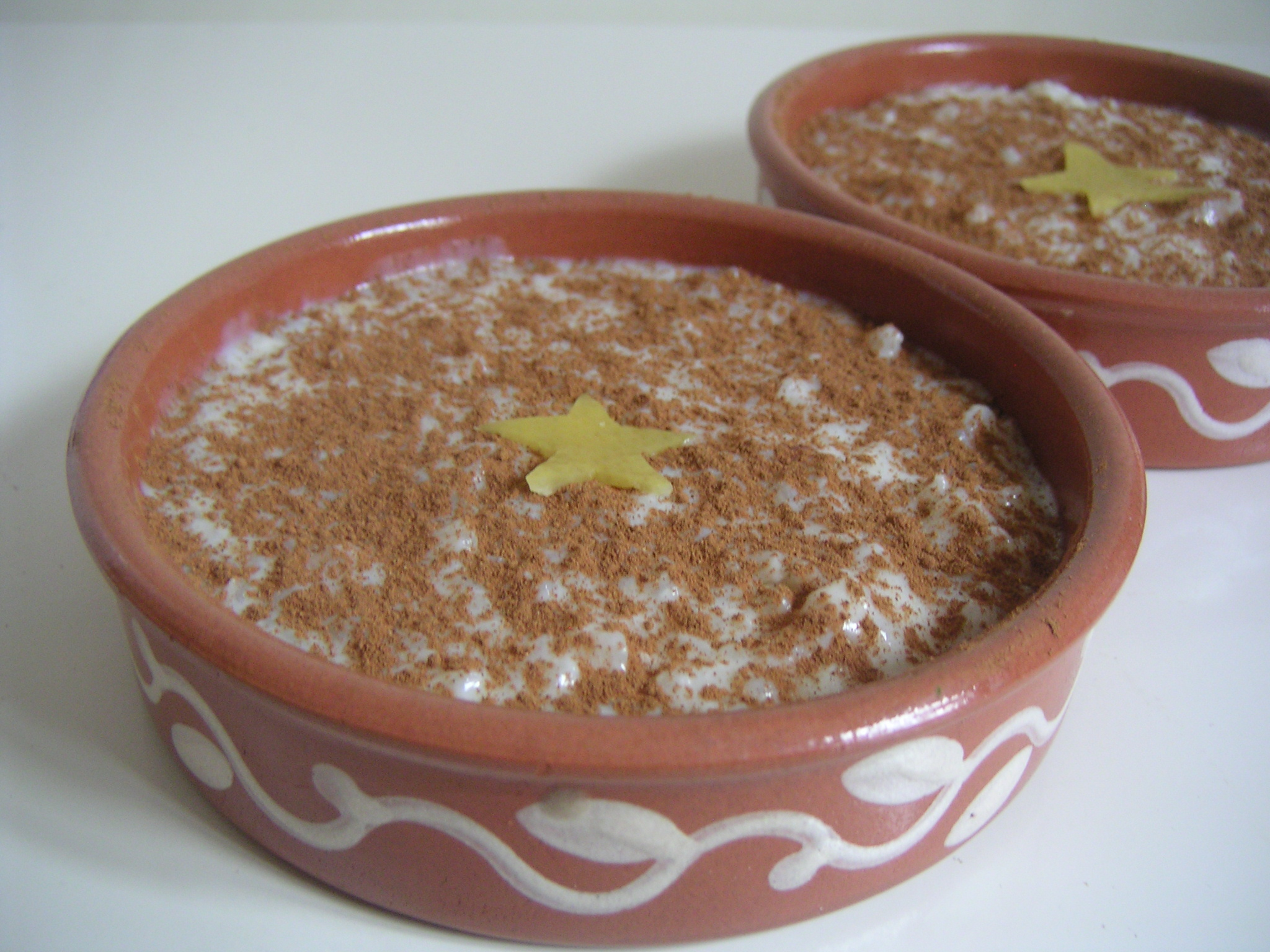
Arròs amb llet

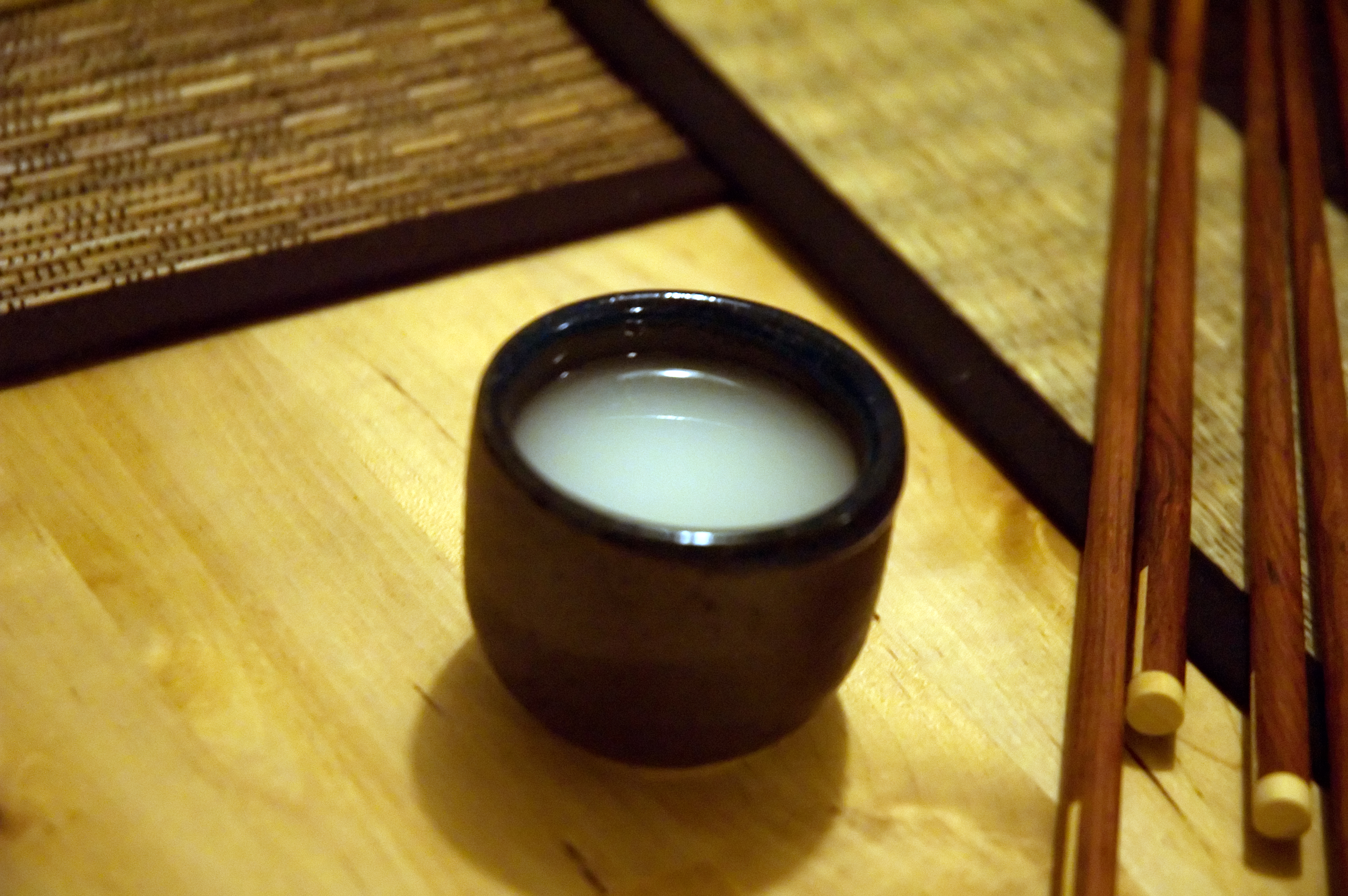
Sake sense filtrar

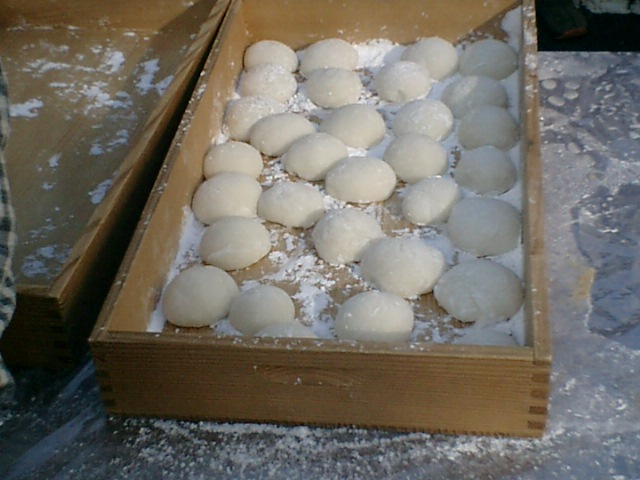
Safata de pastissets d'arròs mochi

L'arròs és un dels aliments que conté més proporció de midó, que nutritivament funciona com a reserva energètica i aporta sensació de sacietat. Cent grams d'arròs cru aporten unes 360 kilocalories. El seu contingut en greixos és baix (arròs blanc: 2,2g, integral: 0,6g). És ric en hidrats de carboni complexes (blanc: 73g, integral: 78g), que es digereixen lentament, proporcionant un nivell constant de glucosa a l'organisme. Les proteïnes hi són presents en un 0,7% de mitjana.
És ric en vitamines del complex B, com la tiamina o la niacina, per tant, ajuda a accelerar els processos metabòlics. És baix en sodi. Conté potassi (blanc: 150 mg, integral: 103 mg), tot i que menys de la meitat que el blat de moro i menys d'un terç que el blat. Els aliments amb potassi convenen a les persones que pateixen hipertensió arterial, car absorbeix el colesterol de tipus LDL present a la sang. El silici de la pellofa ajuda a estimular la síntesi i formació de material ossi contribuint a la formació del teixit cartilaginós. És també un bon antioxidant degut a la presència de tocoferol (vitamina E) i àcid fític. No té colesterol i, si es menja integral, pot ajudar a reduir el colesterol de la sang gràcies als fitosterols presents a la pellofa.
Juntament amb el blat de moro, és l'únic cereal que no conté gluten, per la qual cosa és apte per a celíacs.
Un estudi del 2018 trobà que la gran quantitat de diòxid de carboni que hi ha a l'atmosfera afecta en detriment a la qualitat nutritiva de l'arròs.
Se n'han desenvolupat variants modificades genèticament que en potencien el contingut de nutrients o fins i tot n'afegeixen de nous.

## Gastronomia
L'arròs va entrar als Països Catalans a través dels àrabs. La paraula va estar escrita en català per primer cop l'any 1262 en uns comptes de Pere el Gran. L'any 1314 apareix la primera recepta amb arròs escrita en català, el menjar blanc, al Llibre de Sent Soví. Al Llibre del coch, escrit pel mestre Robert el 1520, a part del menjar blanc apareix una recepta semblant als arrossos i paelles actuals, l'arròs amb brou de carn, cobert amb una capa de sucre i canyella, a l'estil d'alguns plats salats àrabs, i també una d'arròs a la cassola al forn, amb brou de carn i safrà, semblant a l'arròs amb crosta valencià.
L'arròs és un ingredient fonamental de la cuina mediterrània i de moltes altres cuines de les regions tropicals i subtropicals de la terra. A moltes cultures tant europees com asiàtiques hi ha plats dolços preparats amb arròs, com l'arròs amb llet. També se'n pot fer llet. L'arròs mesclat amb altres cereals es pot utilitzar en la fabricació de la cervesa. Diversos tipus de midons o farines s'obtenen a partir de l'arròs.
Cal esmentar en especial la producció de diverses begudes alcohòliques a partir de l'arròs fermentat, procés pel qual el sucre del midó esdevé alcohol. Un dels més coneguts és el sake japonès (conegut al Japó com a Nihon-shu, és a dir 'Licor del Japó').
L'arròs es pot rentar en aigua freda abans de la cocció perquè el seu midó no espesseixi el líquid en què es cou, com se sol preferir a moltes cultures. L'arròs bullit es pot conservar al frigorífic durant tres o quatre dies i fins a sis mesos al congelador. A alguns països tenen aparells especials per a coure l'arròs.

### Europa
- Als països de parla catalana i Múrcia es fa servir l'arròs rodó, preferentment el de tipus bomba o el bombita (cultivat únicament a Mallorca), en plats on és el protagonista, com la paella, l'arròs de llagosta, arròs a la cassola, arròs de conill, arròs de bacallà, arròs negre, arròs a banda, arròs brut, arròs amb crosta, arròs amb fesols i naps, arròs al forn, arrossejat, llandeta de peix, arròs huertano, i l'arròs en calder (típic del Mar Menor), entre d'altres. També es fa servir per a sopes, en particular a l'escudella, juntament amb els fideus gruixuts, i en altres plats mediterranis. Una combinació molt típica, que a més és nutricionalment complementària, són les llenties amb arròs.
- A la resta d'Espanya hi ha per exemple l'arròs a la cubana que, malgrat el seu nom, és desconegut a Cuba.
- A Itàlia es cuina sovint el de tipus arbòria en risottos.
- En la majoria de països de la mediterrània es fa servir per a farcir diferents verdures (tomàquets, albergínies, fulles de parra, etc.) o bullit i escorregut, per a acompanyar.
- L'arròs pilaf, malgrat el seu origen indi, es fa servir sovint com a acompanyament també sobretot a països de l'est d'Europa.

### Àsia
És un aliment bàsic a pràcticament tota l'Àsia, com la Xina, l'Índia i Indonèsia on generalment es menja bullit, acompanyant plats i condiments. També se'n fa l'oli de segó d'arròs.
- Al Japó, a part de bullit, constitueix un dels ingredients essencials del sushi i dels pastissets mochi. Hi distingeixen entre l'arròs del matí, el del migdia i el del vespre.
- A la Xina es consumeix molt habitualment com a arròs congee, que és una mena de porridge salat molt versàtil.
- En diverses zones de l'Extrem Orient se'n fabriquen diferents begudes alcohòliques com el sake japonès, makgeolli coreà i l'àrac.

### Àfrica
En algunes zones del nord d'Àfrica es fa servir l'arròs trencat i es fa servir en preparacions similars al cuscús.

### Amèrica
Al continent americà hi ha plats com l'arròs amb pollastre del Perú i el jambalaya de la cuina criolla de Louisiana i el Canadà.

### Altres usos
L'arròs és utilitzat ens els casaments per llançar-lo als noucasats en sortir de les noces. Aquesta tradició remet a antics ritus de fertilitat per afavorir una bona descendència a la nova unió. Segons els antropòlegs, aquest ritu té l'origen en la creença que el llançament de fruits de la terra propicien una bona fertilitat. Tanmateix, en l'àmbit catalanoparlant, només a l'Alguer havia estat el blat l'element típic afavoridor de la fertilitat. L'origen d'aquest costum és molt recent i es creu que la tradició prové de l'Índia o de la Xina. Fins a la fi dels anys 1950 era un costum desconegut en l'àmbit catalanoparlant, encara que a principi de la dècada de 1960 se'n comença a fer un ús generalitzat en grans ciutats com Barcelona. Malgrat això, no seria fins a la dècada de 1970 quan s'estén a les zones rurals, com a mínim al País Valencià i Catalunya. El costum és mal vist, i de vegades prohibit, perquè contribueix a nodrir els coloms que envaeixen les ciutats. En canvi s'aconsella llençar flors o pètals.

## Salut humana

### Beneficis
La llavor decorticada i/o sencera té importants propietats com antidiarreic, astringent i demulcent i nutritiu a nivell dèrmic. Altres accions reconegudes són com antiinflogístic i lleugerament analgèsic.
S'utilitza per a qualsevol tipologia de diarrea però sobretot d'aquelles de tipus infecciós i que cursen amb febre. En la zona del llevant peninsular té ampli ús popular la decocció o "aigua d'arròs" i l'emulsió o "orxata d'arròs" com antiinflamatori intestinal. L'arròs també és un bon remei en les úlceres gastroduodenals, la colitis ulcerosa, la malaltia de Crohn, inflamacions osteoarticulars i afeccions cutànies (furónculs i abscessos) i cosmètica en general.
L'arròs integral té especial interès en les hiperlipèmies i la prevenció de l'arterioesclerosi.
Actualment s'investiga amb un poliòsid (també present en la civada, el blat i el blat de moro) que té propietats com antitumoral.

### Perills per a la salut
- Si es consumeix amb massa freqüència pot causar restrenyiment.
- A causa del seu alt contingut en hidrats de carboni no es recomana menjar arròs massa sovint en dietes de règim atès que pel seu contingut calòric això provocaria un augment de pes.[14]
- La presència d'àcid fític fa que les persones amb dificultats per absorbir cations com el calci,el zinc o el coure hagin de moderar el seu consum.

#### Arsènic inorgànic
Com que l'arròs conté arsènic inorgànic, i a més amb una alta concentració respecte altres cereals (entre 10 i 20 vegades més), un consum freqüent implica risc de càncer. Hi ha varietats de l'arròs amb menys arsènic inorgànic i segons és cuinat també es pot reduir la presència.

## Ús industrial
De l'arròs se n'aprofiten gairebé totes les seves parts: 
- Així, de la pellofa es pot obtenir cel·lulosa i altres productes derivats (abrasius, productes absorbents de greixos, etc.).
- Del cilindre de l'arròs obtingut al separar-ne l'endosperma comestible, i d'aquest cilindre mesclat amb la pellofa (segó), s'obté farines riques en greixos, proteïnes i vitamines, emprades com a pinso, i també olis comestibles i industrials.

## Conreu

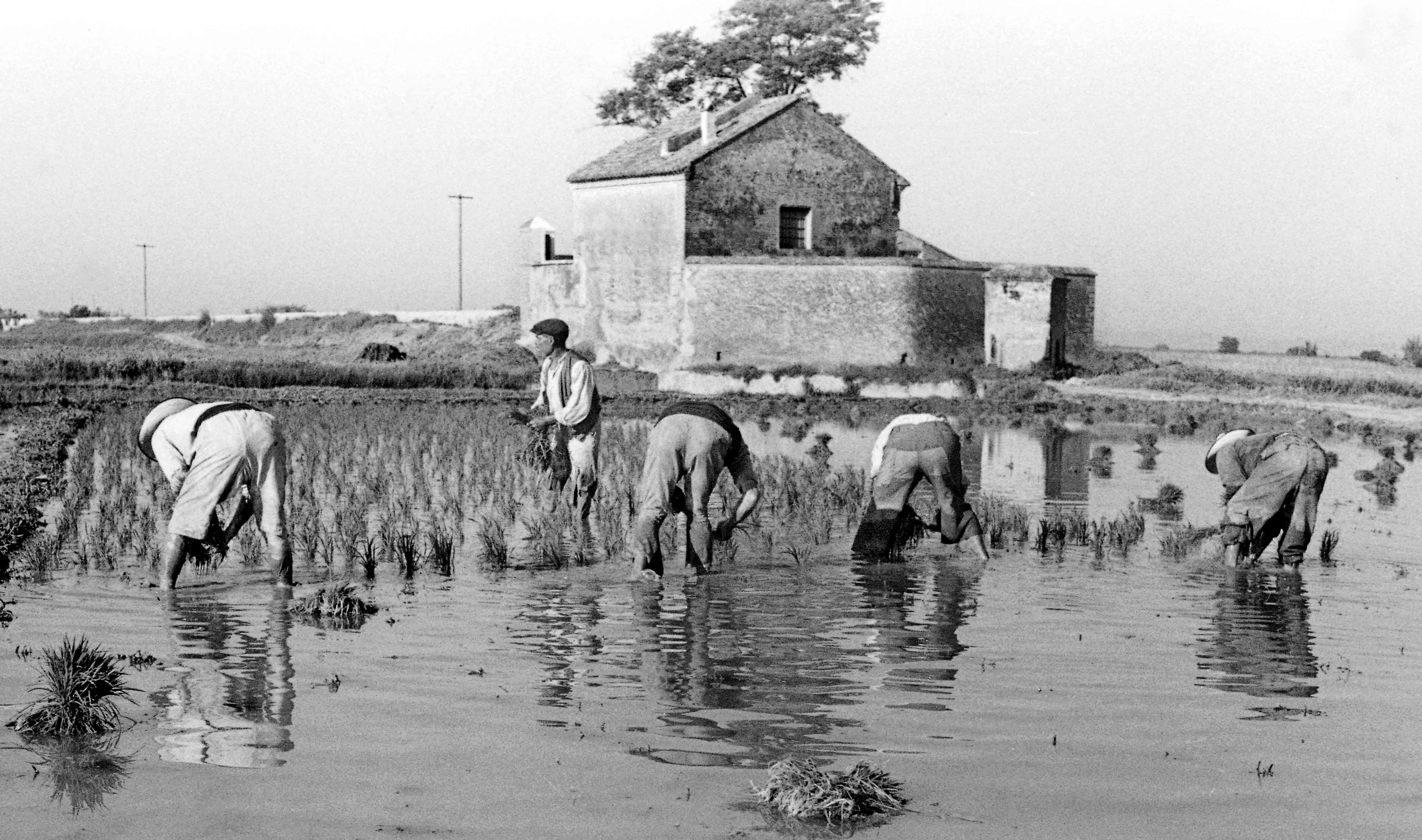
Plantant al Cano d'Alginet, 1949, País Valencià

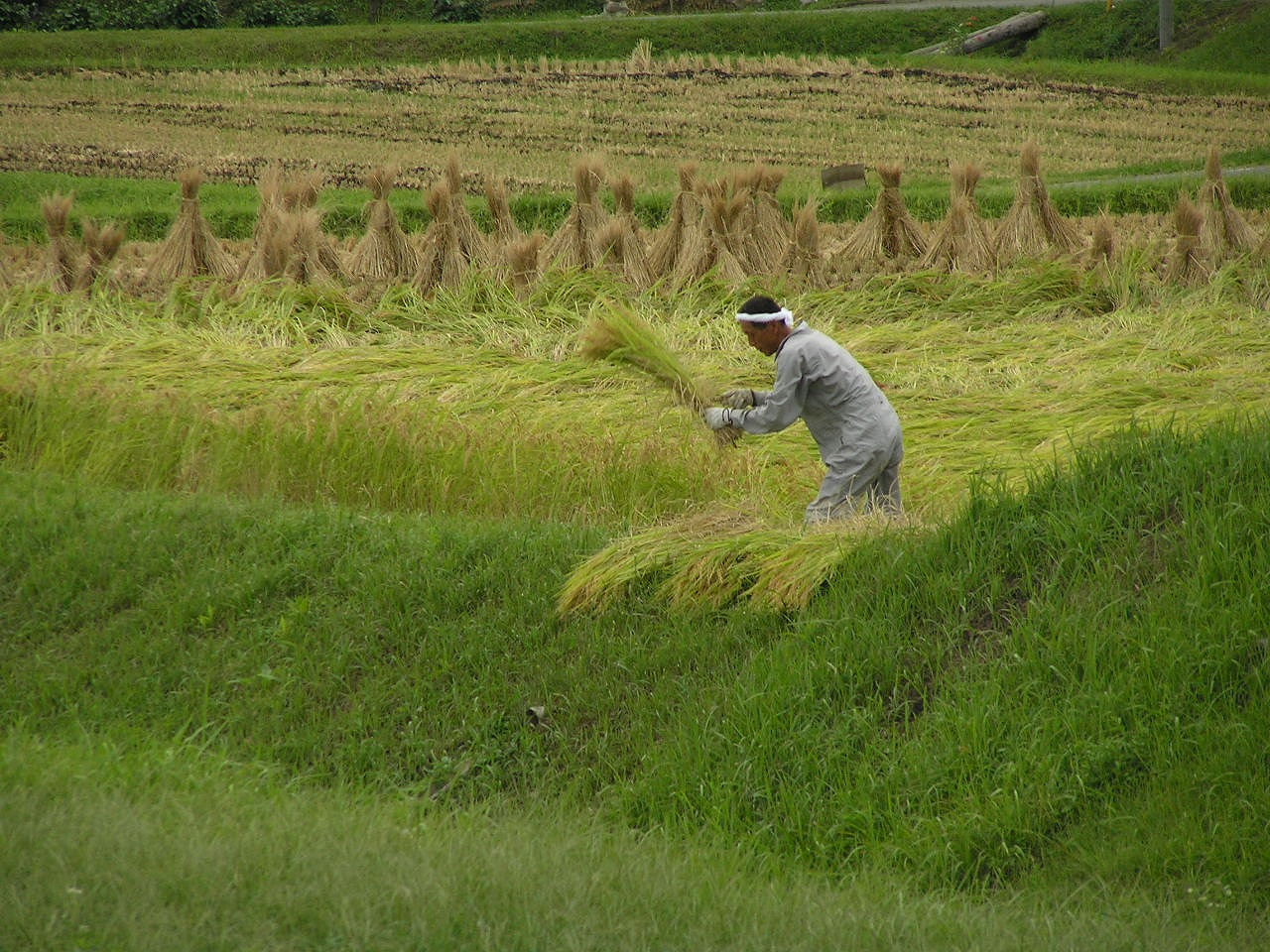
Recol·lecció d'arròs a Àsia

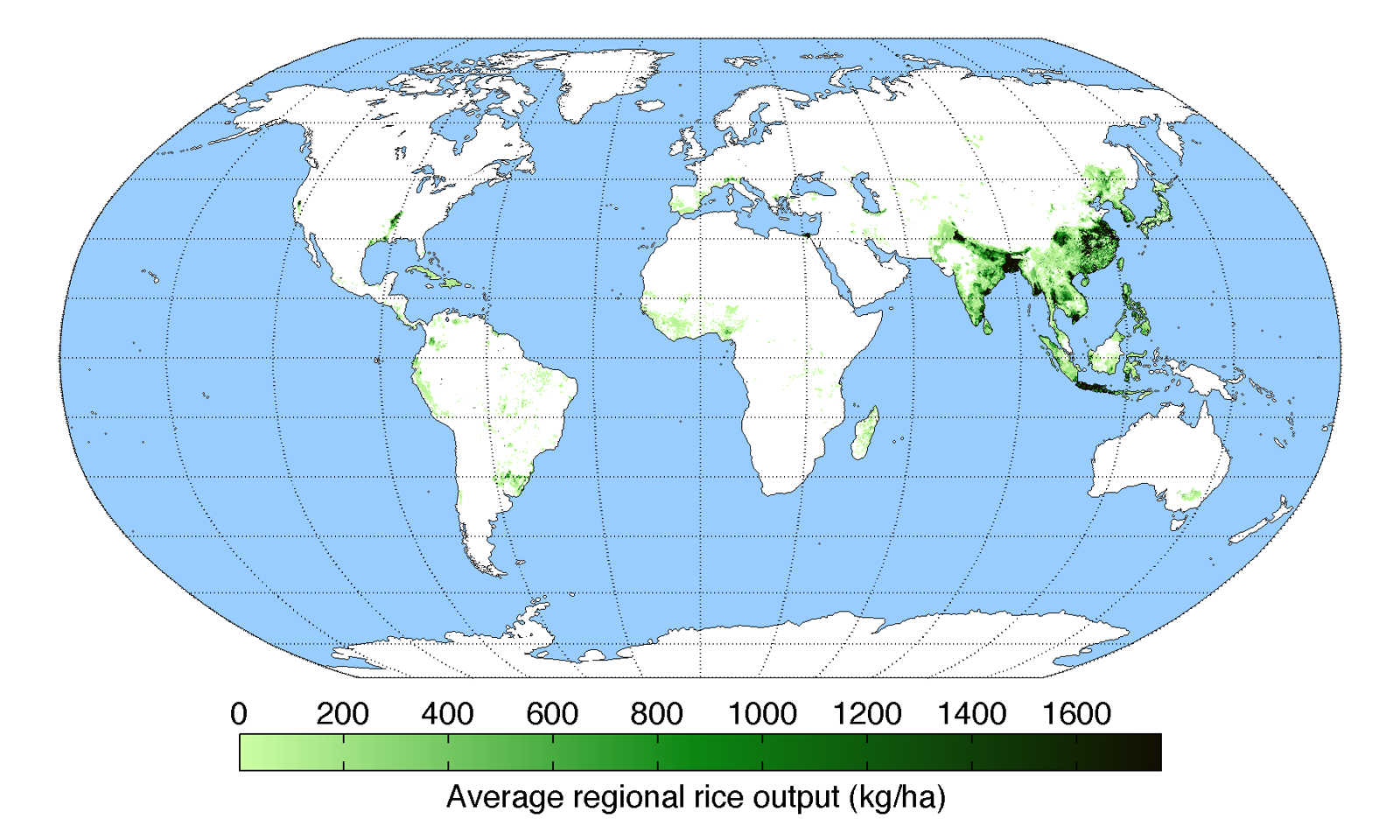
Producció mundial d'arròs

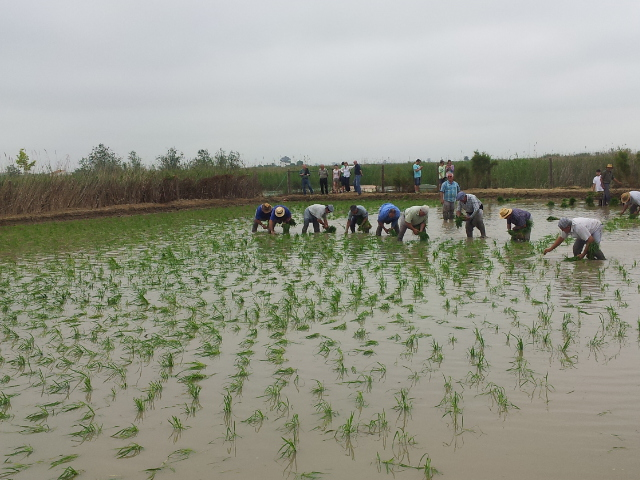
Plantació d'arròs al Delta de l'Ebre

L'arròs necessita per a ser conreat unes condicions especials que no suporten altres plantes i ha d'ésser inundat temporalment. Aguanta fins a un 1% de salinitat en l'aigua. Es cultiva a les zones dels tròpics i també a llocs temperats. En llocs tropicals humits sovint es fa un cultiu en feixes.
A Catalunya l'arròs es conrea a l'Empordà i al Delta de l'Ebre, on es conreen diverses varietats de perfil llarg o índica o de perfil rodó o japònica. Al País Valencià a la rodalia de l'Albufera de València i a la Marjal de Pego-Oliva també hi ha conreus extensius.
El cultiu de l'arròs s'estén des dels 49-50º de latitud nord als 35 º de latitud sud. essent cultivat des del nivell del mar fins als 2.500 m d'altitud. Les precipitacions condicionen el sistema i les tècniques de conreu, sobretot quan es cultiven en terres altes, on n'estan més influenciades per la variabilitat.
En quant els requeriments del cultiu entorn la temperatura, es considera que la temperatura òptima de germinació se situa entre els 30 i 35 °C (amb un mínim de 10 a 13 °C, per sobre dels 40 °C no es produeix la germinació).
El cultiu té lloc en una àmplia gamma de sòls, variant la textura des de les de tipus sorrenca a les argiloses. Se sol cultivar en sòls de textura fina i mitjana, pròpies del procés de sedimentació en les àmplies planes inundades i deltes dels rius. Els sòls de textura fina dificulten les tasques, però són més fèrtils en tenir major contingut d'argila, matèria orgànica i subministrar més nutrients. Per tant, la textura del sòl té un paper important en el maneig del reg i dels fertilitzants.
Quant al Ph del sòl, La majoria d'aquests tendeixen a canviar el seu pH cap a la neutralitat poques setmanes després de la inundació. El pH dels sòls àcids augmenta amb la inundació, mentre que per a sòls alcalins passa el contrari. El pH òptim per a l'arròs és 6.6, ja que amb aquest valor l'alliberament microbiana de nitrogen i fòsfor de la matèria orgànica, i la disponibilitat de fòsfor són altes i més les concentracions de substàncies que interfereixen l'absorció de nutrients, com ara alumini, manganès, ferro, diòxid de carboni i àcids orgànics estan per sota del nivell tòxic.
El conreu dels sòls arrossers de terres humides o de terres en sec depèn de la tècnica d'establiment del conreu, de la humitat i dels recursos mecanitzats. En els països d'Àsia tropical el conreu de terres humides és un procediment habitual. El mètode tradicional de conreu per a l'arròs de terres baixes és l'arada i la cimentació, sent aquest últim molt important, ja que permet el fàcil trasplantament.

### Sembra

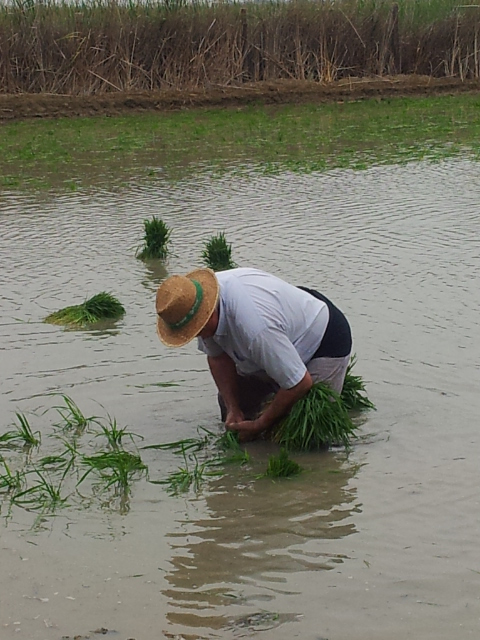
Plantador d'arròs a la Festa de la Plantada, festa tradicional de Deltebre

Segons el tipus de cultiu s'empren diferents mètodes de sembra:
| Tipus de Cultiu                                                            | Tipus de Cultiu                 | Tipus de Cultiu                     |
| -------------------------------------------------------------------------- | ------------------------------- | ----------------------------------- |
| tipus de cultiu de l'arròs                                                 | mètode de sembra                | profunditat màxima de l'aigua (cm.) |
| Arròs de temporal de terres baixes                                         | Trasplantament                  | 0-50                                |
| Arròs de temporal superficial de terres baixes                             | Trasplantament                  | 5-15                                |
| Arròs de temporal de profunditat mitjana de terres baixes                  | Trasplantament                  | 16-50                               |
| Arròs d'aigües profundes                                                   | A eixam en sòl sec              | 51-100                              |
| Arròs flotant                                                              | A eixam en sòl sec              | 101-600                             |
| Arros de terres altes                                                      | A eixam o en fileres en sòl sec | Sense aigua estancada               |
| Font: Barker i Herdt, citat a El cultivo del arroz. 1a parte infoagro.com. |                                 |                                     |

### Reg

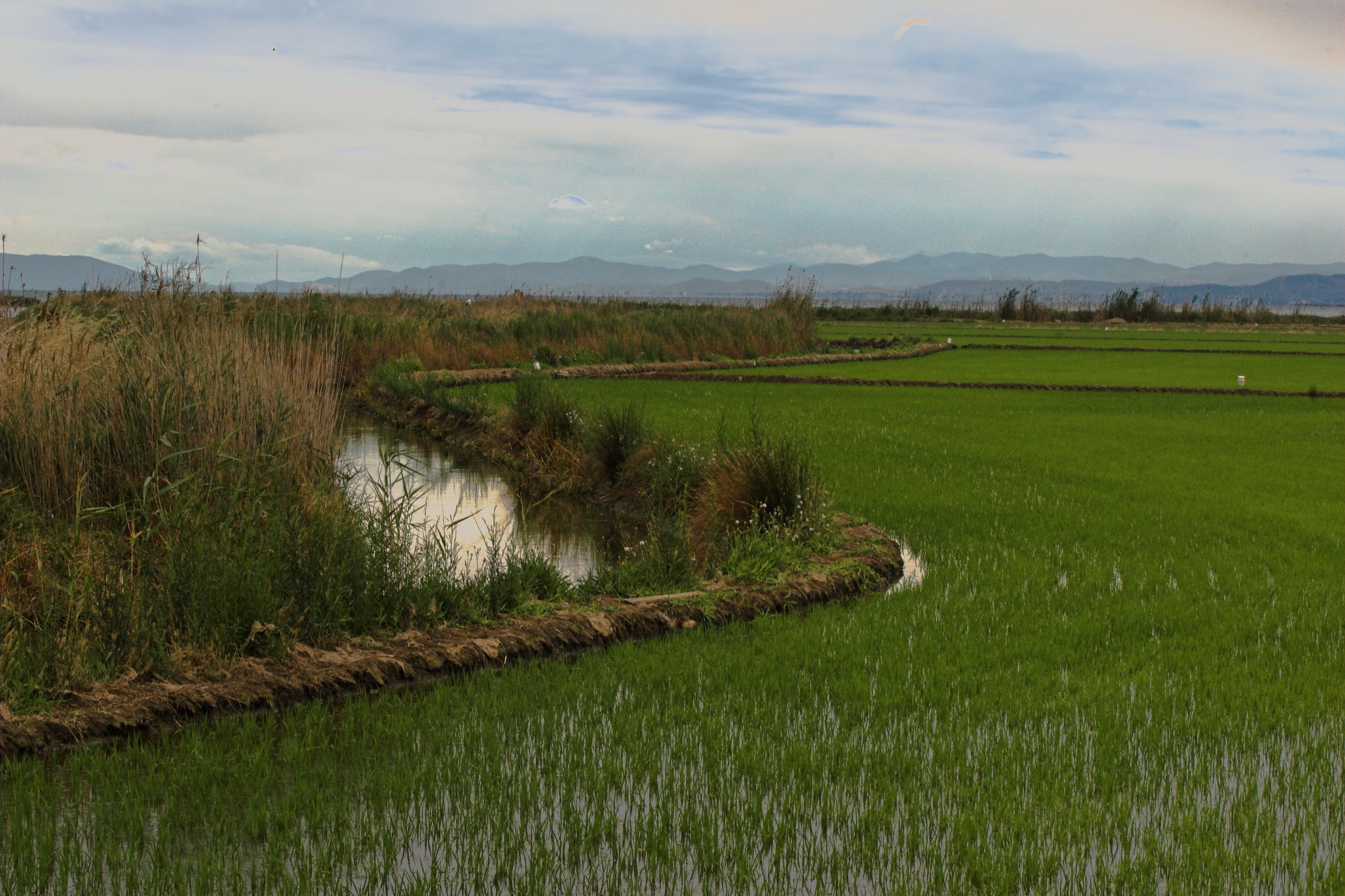
Arrossers al Parc Natural del Delta de l'Ebre

El sistema de reg emprat en els arrossars són diversos, des de sistemes estàtics, de re-circulació i de recollida d'aigua. Tenint en compte els avantatges i inconvenients de cada sistema i del seu impacte potencial en la qualitat de l'aigua, permetrà als arrossers escollir el sistema més adequat a les seves operacions de conreu: 

#### Sistema de reg per flux continu
És el convencional, i dissenyat per autoregular: l'aigua flueix de la part alta de l'arrossar a la part baixa, regulant-se mitjançant una caixa de fusta. L'abocament es produeix des de l'última "caixa de desguàs", que es fa servir per mantenir el nivell de l'aigua de la taula. Entre els inconvenients d'aquest sistema destaquen els abocaments de pesticides a les aigües públiques, l'aportació constant d'aigua freda per la part alta de la taula produeix el retard en la data de maduració i perjudica els rendiments en les zones properes a l'entrada d'aigua i la introducció d'aigua a la data d'aplicació d'herbicides, dona lloc a un menor control de les males herbes de l'arròs.

#### Sistema de recuperació de l'aigua de desguàs per re-circulació
Aquest sistema facilita la reutilització de l'aigua de sortida i permet que no s'aboquin residus de pesticides als canals públics. Té l'avantatge de proporcionar una flexibilitat màxima requerint un període més curt de retenció d'aigua després de l'aplicació dels productes fitosanitaris que els sistemes convencionals. Consisteix a elevar l'aigua de desguàs de l'última taula fins a la taula de cota més alta mitjançant una bomba de poca potència a través d'una canonada o d'un canal.

#### Sistema de reg estàtic
Manté les aigües amb residus de pesticides fora dels canals públics i elimina la necessitat d'un sistema de bombament com l'emprat en el recirculant, a més es controla de forma independent l'entrada d'aigua a cada taula, limitant-se la pèrdua d'aigua per evapotranspiració i percolació. Aquest sistema consisteix a un canal de drenatge que va perpendicularment als desguassos de les taules. El canal està separat de cada parcel·la per una sèrie de vàlvules que controlen la profunditat dins de cada taula. No és adequat per a sòls salins i més es redueix el terreny cultivable a causa de la construcció del canal de drenatge.

#### Sistema de reg mitjançant recuperació de l'aigua
La recuperació de l'aigua es realitza mitjançant canonades, utilitzant el flux a causa de la gravetat per portar l'aigua d'una taula a una altra, evitant l'abocament als canals públics d'aigües amb residus de pesticides. Aquest sistema és molt efectiu i presenta costos reduïts, a més durant els períodes de retenció de l'aigua, permet una gran flexibilitat en el maneig. Encara que quan estan connectades diverses taules, a causa de la gran superfície, es fa difícil en maneig precís i eficaç, tenint en compte també que en els sòls salins i sòdics, l'acumulació de sals pot resultar un problema.

### Males herbes
La competència de les males herbes en l'arròs varia amb el tipus de conreu, el mètode de sembra, la varietat i les tècniques de conreu (preparació del terreny, densitat de sembra, adobament, etc.). Aquesta competència resulta més important en les primeres fases de creixement del cultiu, per tant, el seu control d'hora és essencial per obtenir òptims rendiments.
Els sòls inundats afavoreixen l'abundància de llavors viables de males herbes en l'arrossar, donant lloc a una flora adventícia específica, d'hàbit aquàtic, que requereix mètodes adequats de control. La presència massiva de males herbes pot reduir els rendiments de l'arròs fins al 50%.
Entre els mètodes agronòmics per al control de les males herbes destaquen el conreu (profunditat i època de realització), reg (control de la capa d'aigua d'inundació segons la fase de cultiu), rotacions i sembra (època, tipus i densitat). La determinació del límit de profunditat de l'aigua és molt important per a maximitzar l'eliminació de males herbes sense riscos, ja que per exemple, l'increment de la profunditat de l'aigua augmenta l'eficàcia en el control d'Achinochloa oryzoides  i Cyperus difformis. L'Heteranthus limosa és una herba comuna de l'arrossar, que es desenvolupa millor en cultius densos, però a causa de la seva poca alçada, exerceix poca competència en cultius amb densitats normals.
L'arròs salvatge o silvestre és un dels principals problemes del cultiu de l'arròs, juntament amb el control de les males herbes, ja que donen lloc a grans pèrdues econòmiques. Aquest tipus d'arròs procedeix de l'espècie Oryza sativa igual que les varietats, però aquest s'ha originat a causa de la facilitat de retrogradació cap als seus orígens genètics de les varietats cultivades. La presència d'arròs salvatge en el cultiu d'arròs ha estat constant, incrementant en els últims anys a causa de diversos factors: la sembra directa, augment de varietats cultivades, impossibilitat de rotació de cultius i ús de llavor no certificada.
Per altra part, en l'arrossar inundat hi són presents algues microscòpiques i macroscòpiques. Els danys produïts per les algues depenen de les espècies, de la importància de la massa d'algues i de l'etapa del cultiu; aquestes competeixen per la llum i oxigen, produint clorosi i pansiment de les plàntules i fins i tot la seva arrencada del sòl, dificultant la seva alimentació i arrelament. Així mateix impedeixen la realització de tractaments herbicides, reduint la seva eficàcia, en recobrir la massa d'algues també les males herbes.
Les espècies més perjudicials pertanyen al grup de les algues verdes i corresponen als gèneres Oedogonium, Vaucheria, Hydrodictylon, Spirogyra i Cladophora. El desenvolupament de les algues és més ràpid com més alta és la temperatura de l'aigua i l'aire i més elevada la diferència de temperatures entre la superfície i el fons de la capa d'aigua. Els mètodes actuals per al seu control són: tractaments químics a les llavors amb fungicides que contingui efectes alguicides.

### Recollida
El moment òptim de collita és quan la panícula arriba a la seva maduresa fisiològica (quan el 95% dels grans tinguin el color palla i la resta estiguin groguencs) i la humitat del gra sigui del 20 al 27%.

En el preu de l'arròs té especial interès el percentatge de grans sencers sobre el total dels obtinguts, ja que aquest valor depèn sobretot de la varietat, però també varia en funció del moment de la collita, ja que si l'arròs se sega molt verd, el període de manipulació s'incrementa en l'assecador, amb el resultat d'una disminució d'aquest percentatge. Després del trillat l'arròs pot presentar una humitat del 25 al 30%, per la qual cosa ha d'assecar-se fins a assolir un grau d'humitat inferior al 14%.

Cultiu d'arròs al Delta del Mekong
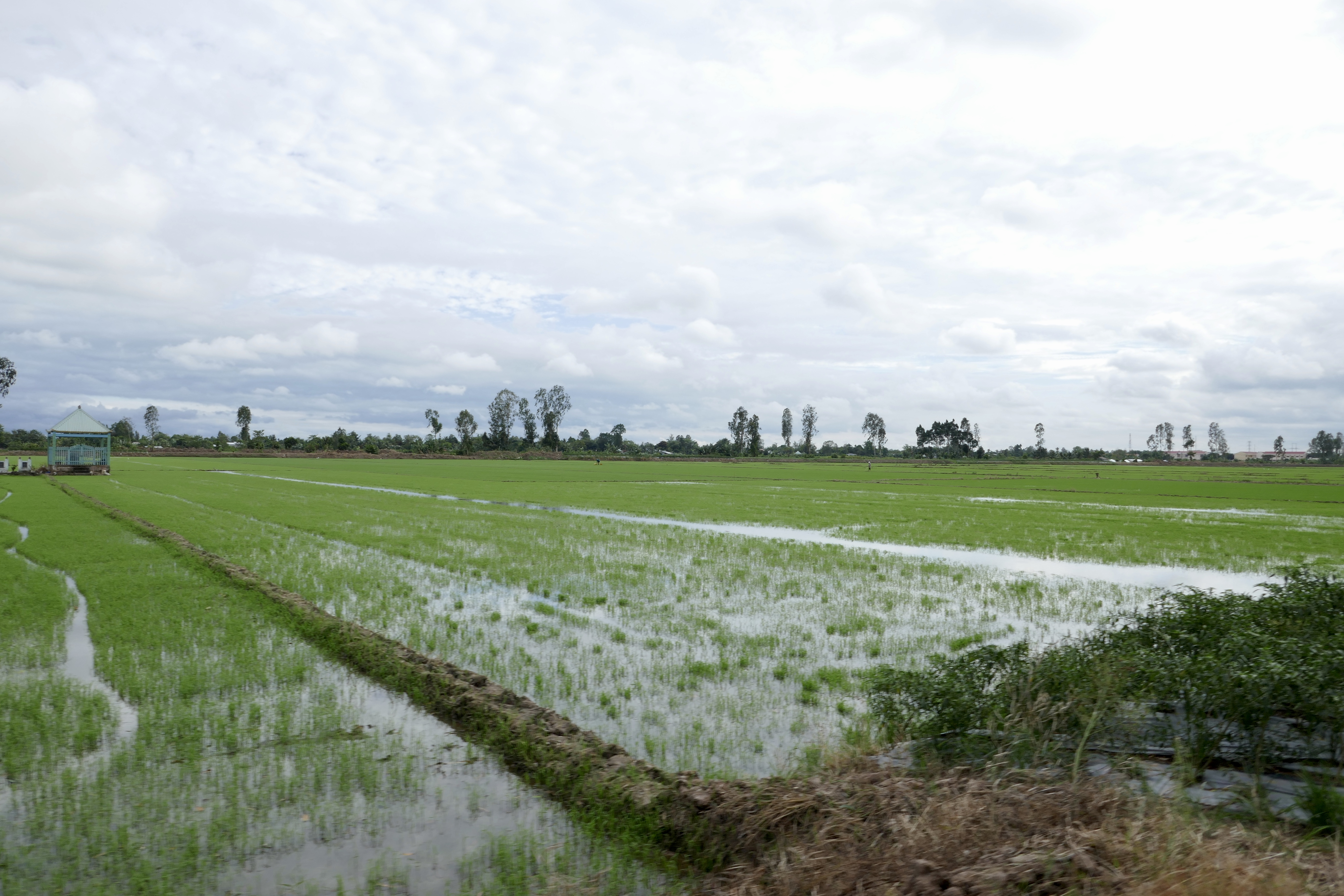
26 de novembre de 2018. Làmina d'aigua amb plantes joves
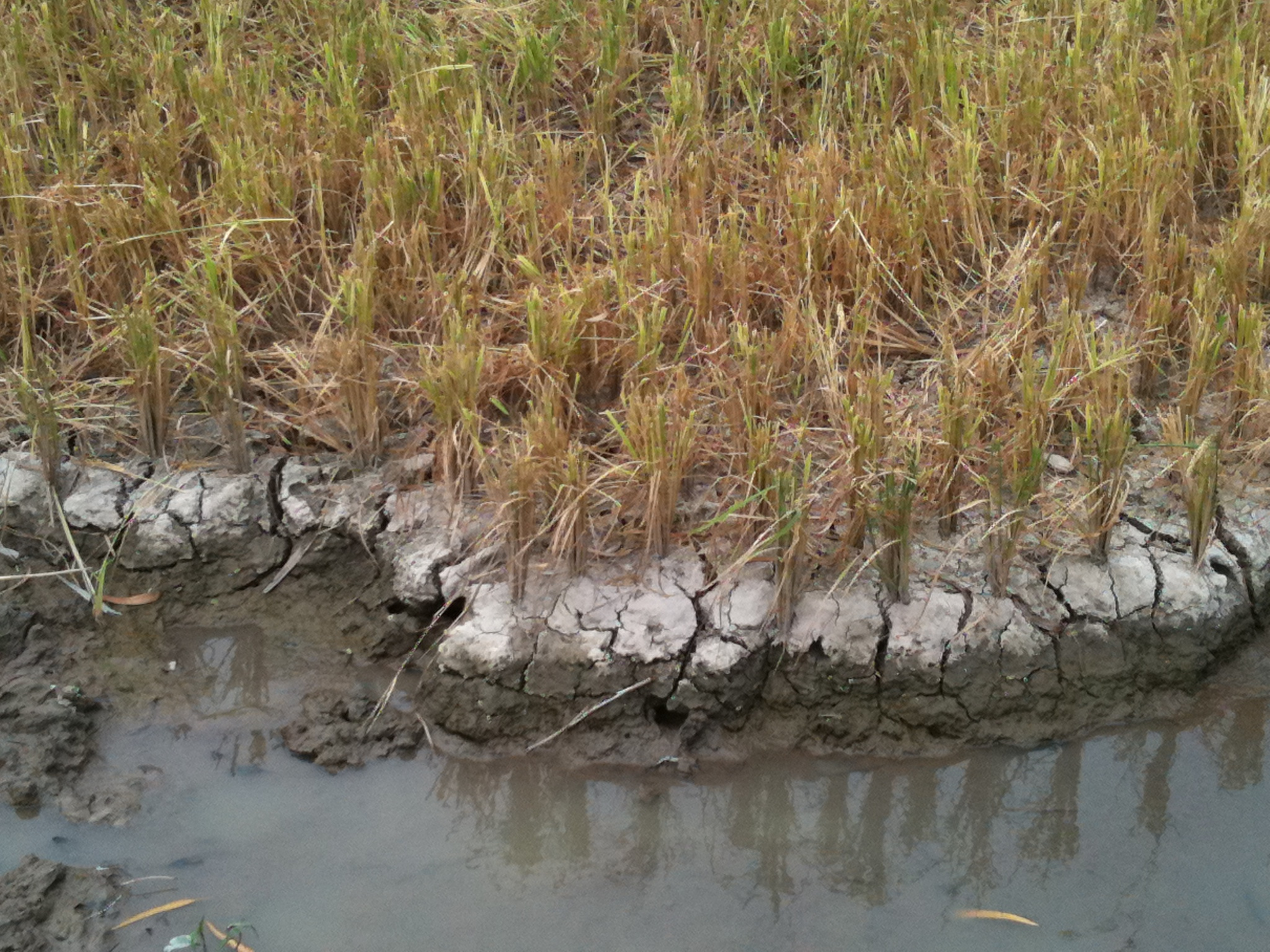
21 de febrer de 2011. Espigues collides. L'aigua ja no és necessària.
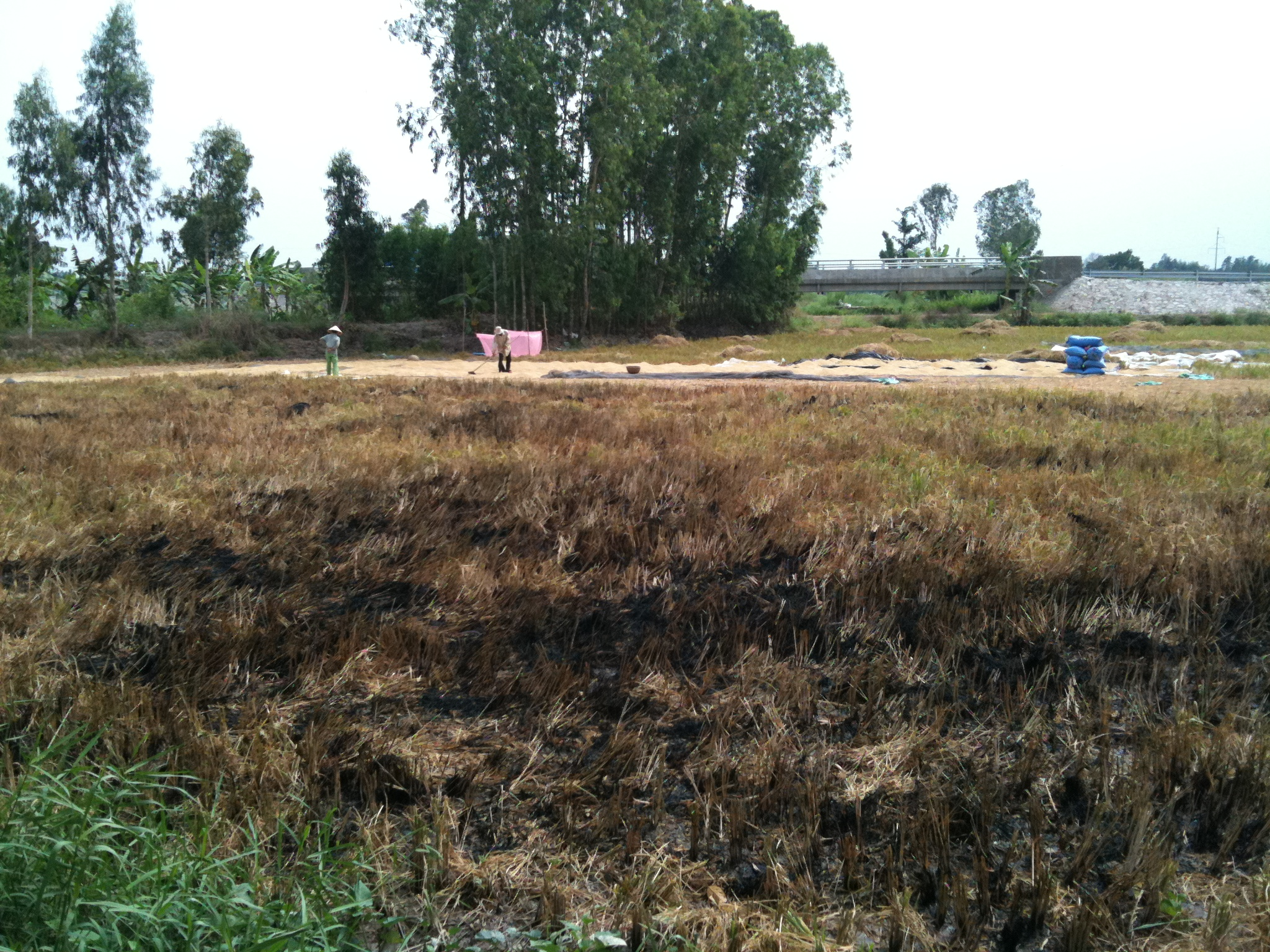
Després de la collita, les restes es cremen. A mig pla, s'asseca el gra.
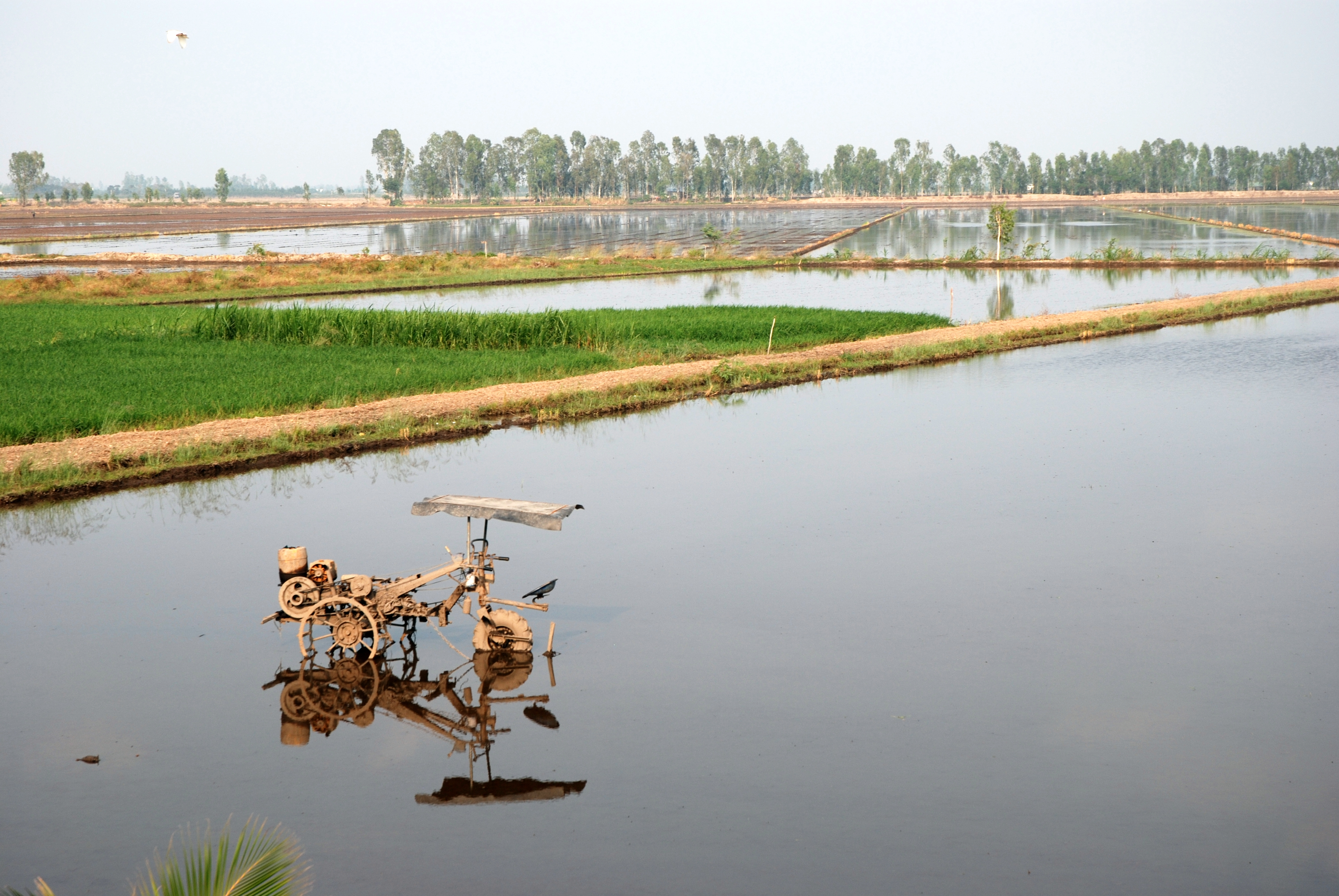
Tractor antic equipat amb para-sol i sembradora-fertilitzadora

## Producció i consum mundial
La producció mundial anual d'arròs supera els 500 milions de tones, de les quals el 90% es fa a Àsia. A Espanya la producció és de mes de 0,825 milions de tones anuals, de les quals mes del 40% es produeixen als conreus d'arròs de les vores del riu Guadalquivir, 18% al Delta de l'Ebre, 18% a Extremadura, 14 % a l'Albufera de València i el 6% restant en altres llocs, que inclouen Múrcia, Aragó, i Navarra.

Consum mundial amb dades dels anys 2003-04:
| Consum d'arròs per països (2003/2004) (en milions de tones mètriques) | Consum d'arròs per països (2003/2004) (en milions de tones mètriques) |
| --------------------------------------------------------------------- | --------------------------------------------------------------------- |
| R.P. de la Xina                                                       | 126                                                                   |
| Índia                                                                 | 125                                                                   |
| Indonèsia                                                             | 37                                                                    |
| Bangladesh                                                            | 26                                                                    |
| Brasil                                                                | 24                                                                    |
| Vietnam                                                               | 18                                                                    |
| Tailàndia                                                             | 10                                                                    |
| Myanmar                                                               | 10                                                                    |
| Filipines                                                             | 9,7                                                                   |
| Japó                                                                  | 8,7                                                                   |
| Mèxic                                                                 | 7,3                                                                   |
| Corea del Sud                                                         | 5,0                                                                   |
| Estats Units                                                          | 3,9                                                                   |
| Egipte                                                                | 3,9                                                                   |
| Malàisia                                                              | 2,7                                                                   |
| Source: United States Department of Agriculture                       |                                                                       |

## Varietats i espècies d'arròs
Existeixen dues espècies cultivades, la varietat asiàtica, que es cultiva en major grau i de la qual hi ha més diversitat, i la varietat africana. Ambdues han seguit un procés de domesticació per part de l'home al llarg dels anys. De la varietat asiàtica s'han buscat i seleccionat els grans més grossos fins a obtenir l'espècie Oryza sativa, que per la seva banda ha donat lloc encara a tres races diferents: Índica, Japònica i Javànica, que actualment es creuen entre elles per a obtenir els actuals cultius d'Oryza sativa per tot el món. La varietat africana, Oryza glaberrima, es va obtenir a partir de dues espècies silvestres.
Hi ha diverses varietats i tipus d'arròs conegudes amb els noms de rodó, bahia (arrodonit, més blanc i un cop cuit una mica més pegat que el rodó), arròs bomba (arrodonit, s'infla molt més i absorbeix més els sabors que el rodó, un cop cuit queda molt menys solt que el rodó i el bahia. Aquest gra és típic als Països Catalans i, tot i que al País Valencià se n'estava perdent la producció, ara s'intenta recuperar), llarg (Oryza longistaminata), thai bonnet (llarg i prim), tainato (llarg, però una mica menys que el llarg estàndard), balilla, bell-lloc, bombita, bombó, francès, sénia o sollana, entre molts d'altres.
- Oryza barthii
- Oryza latifolia
- Oryza punctata
- Oryza rufipogon

### Varietats dels Països Catalans

#### País Valencià
Altres varietats endèmiques al País Valencià:
- l'arròs Benlloc. És un gra rodó amb una espiga molt espessa.
- l'arròs Amonquilí o Monquilí. Actualment se'n conrea poc.
- l'arròs Metussaca. És de gra petit i llarg.
- l'arròs de peix. És de color groc i adequat per aguiar amb oli.
- l'arròs del saüc. Un arròs amb denominació d'origen a Gandia.
- l'arròs Panxa blanca. Un arròs amb denominació d'origen a Muro d'Alcoi

#### Catalunya
A Catalunya, la zona amb més tradició de cultiu d'arròs és el Delta de l'Ebre, que té la Denominació d'Origen Protegida (DOP) arròs del Delta de l'Ebre des de 1989, amb sis varietats autoritzades: bahia, bomba, montsianell, fonsa, tebre i gleva. S'hi produeix també arròs ecològic, en explotacions com la de Riet Vell que comercialitza arròs blanc ecològic i arròs integral ecològic. A la comarca del Baix Ebre es produeix encara arròs (bomba, marisma, etc.) de manera artesana i tradicional en el darrer molí de fusta de Catalunya.

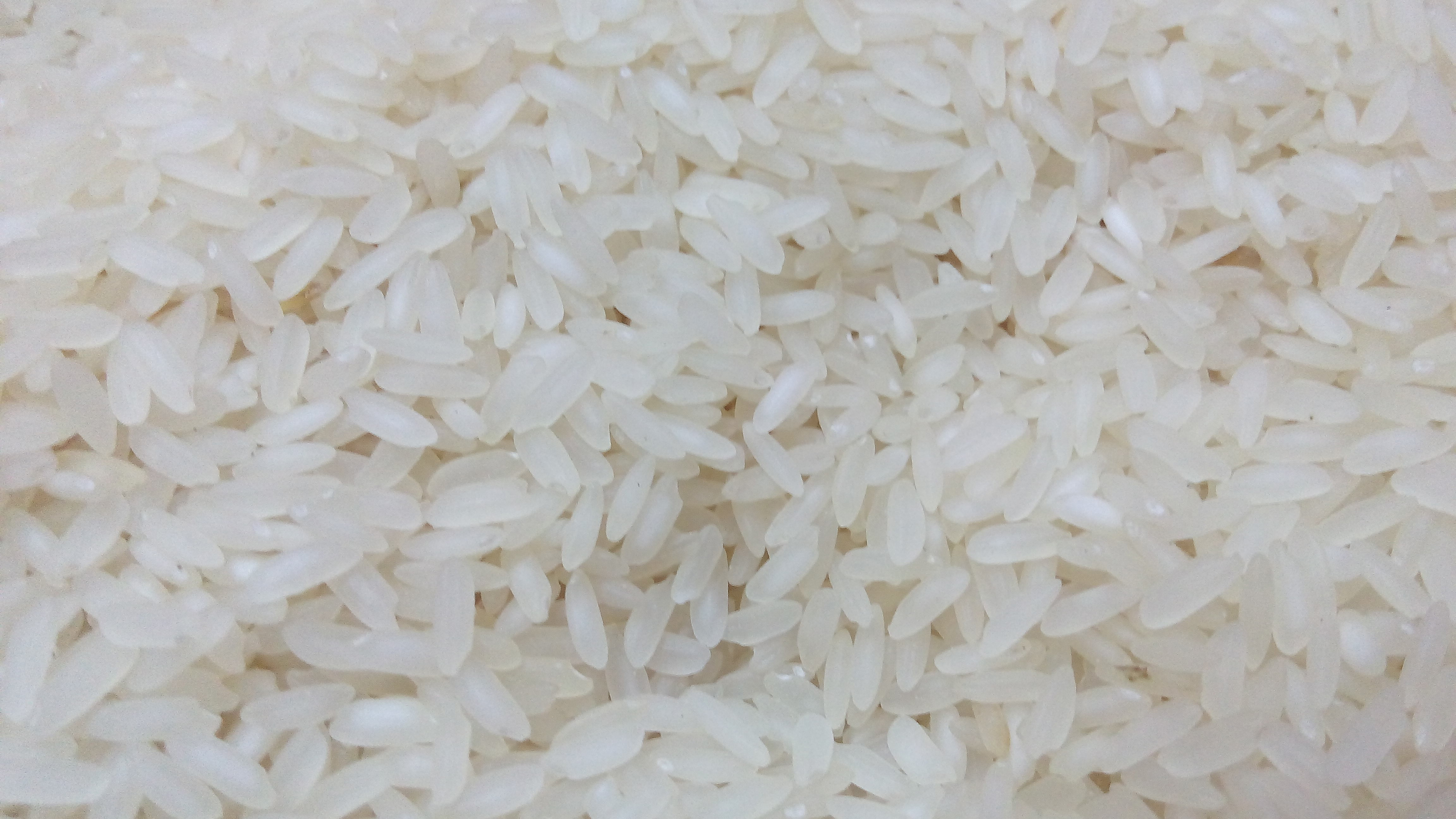
Arròs de Pals

L'Empordà també és una altra zona amb tradició d'aquest cultiu que es remunta al segle xv. L'arròs de Pals es comercialitza sota la marca Arròs de Pals, de qualitat extra i que es presenta de forma envasada. Les varietats més conegudes que es conreen a Pals són el bahia i el bomba com a més tradicionals, i el carneroli i el nembo com a més actuals. Es pot fer servir per a tota mena de plats, especialment per cuinar l'arròs a la cassola, plat típic empordanès, ja que l'arròs no es pasta i queda grenyal. És un producte adherit a la marca Productes de l'Empordà.

## Galeria d'imatges

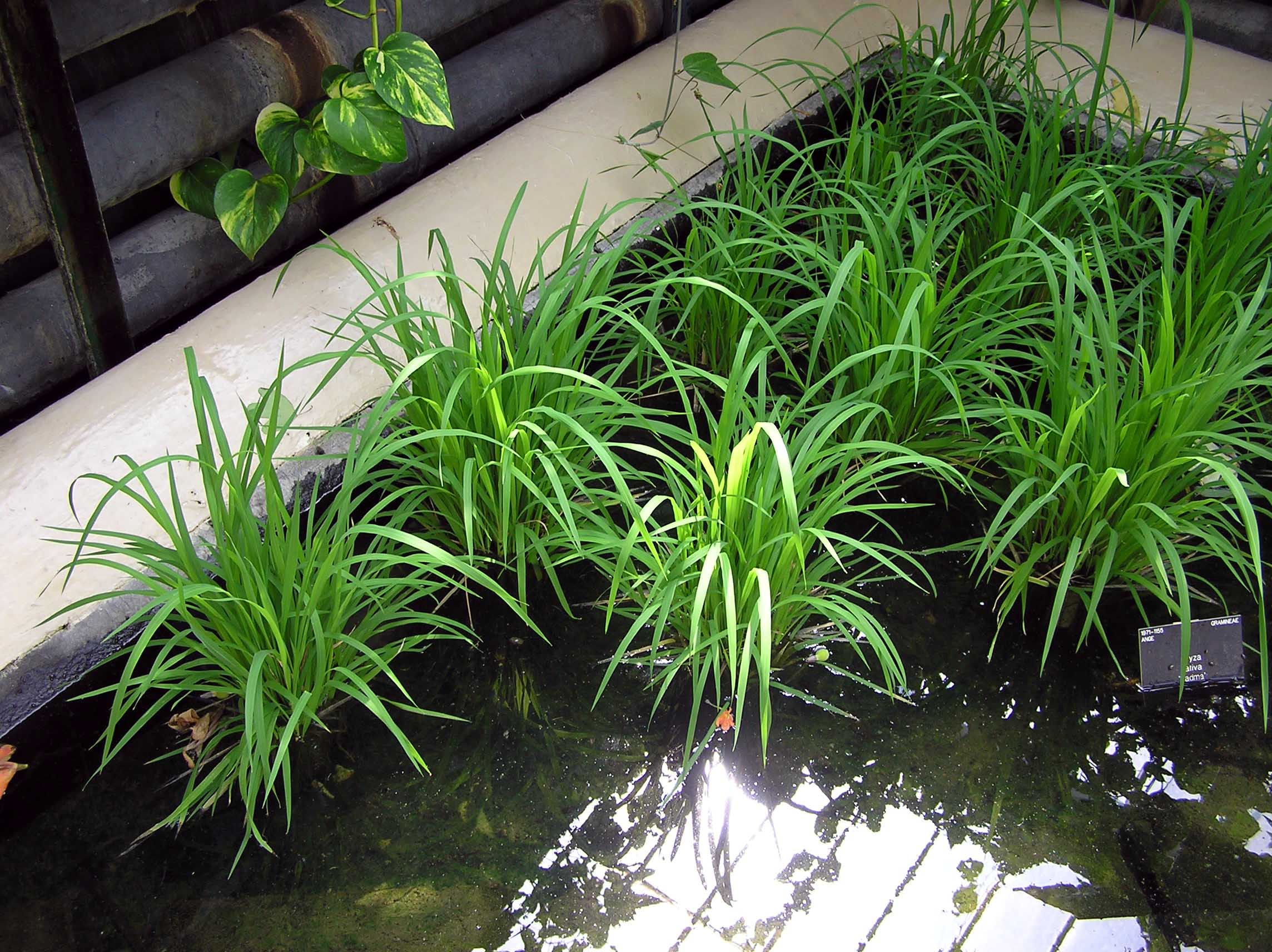
Plançons d'arròs
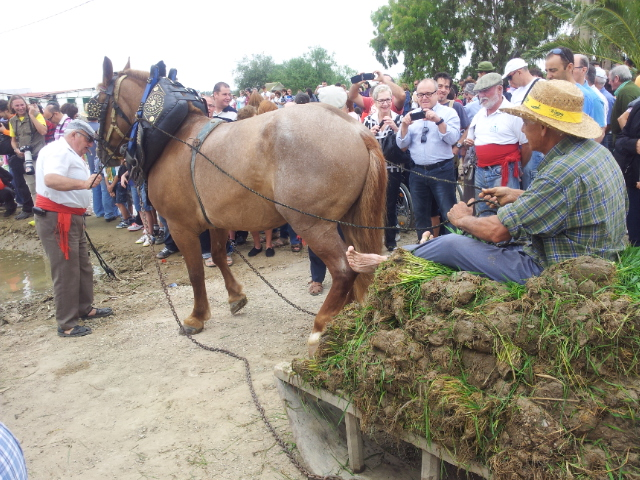
Transport de garbes d'arròs amb carro per ser plantades a la Festa de la Plantada, festa tradicional de l'arròs que s'organitza al Parc Natural del Delta de l'Ebre
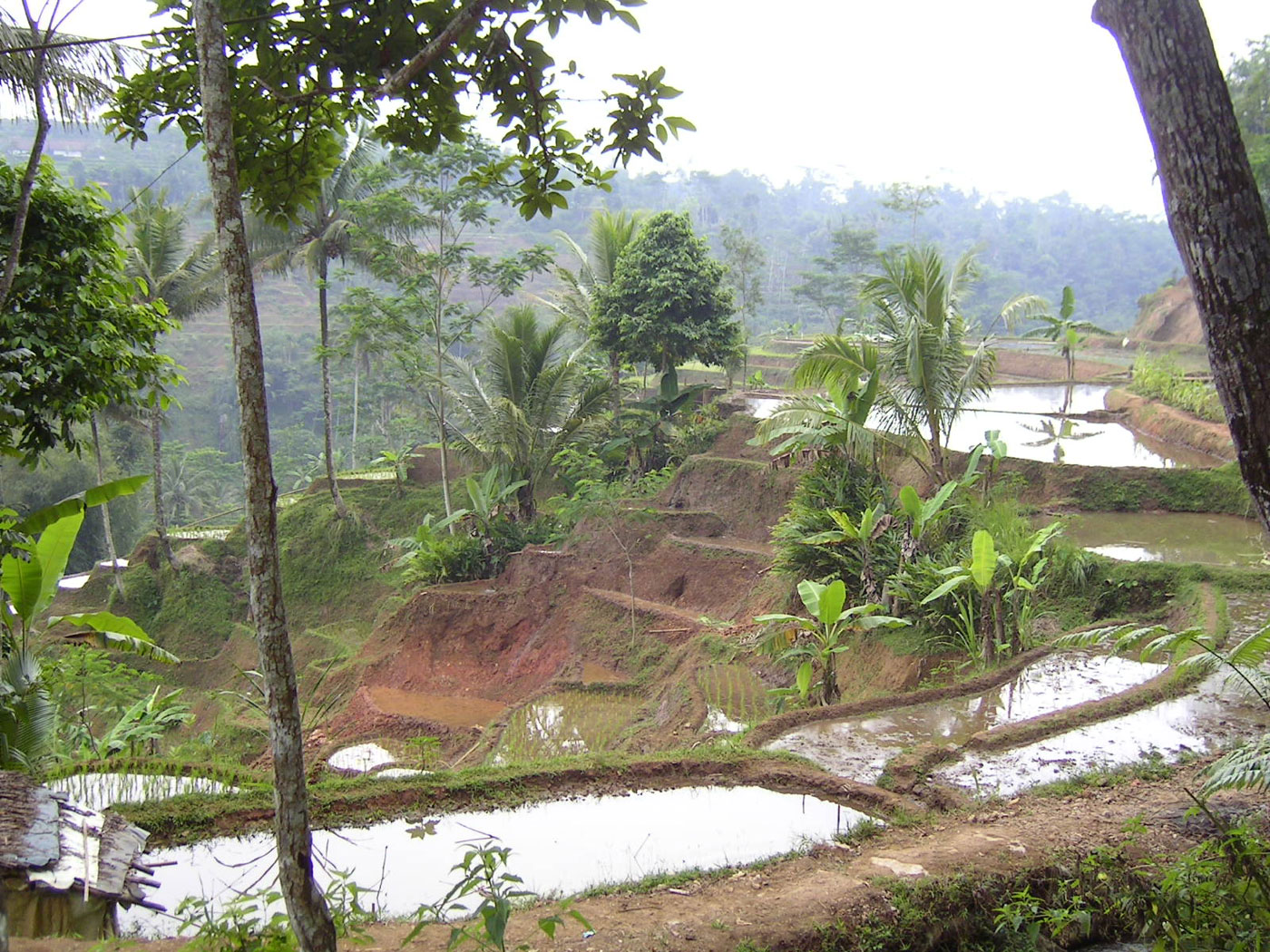
Camps d'arròs a Java
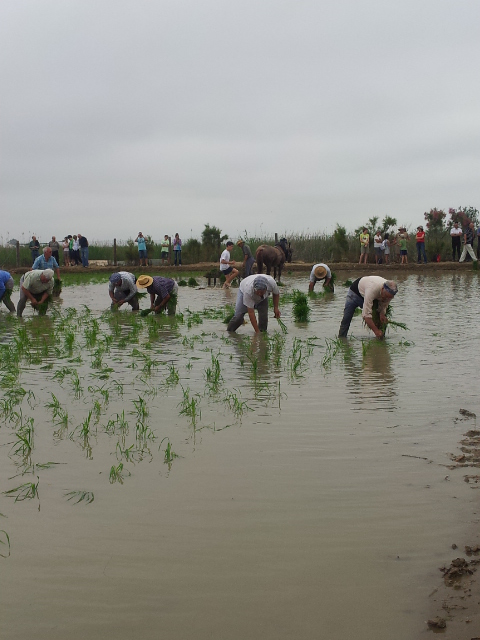
Plantada d'arròs al Parc Natural del Delta de l'Ebre
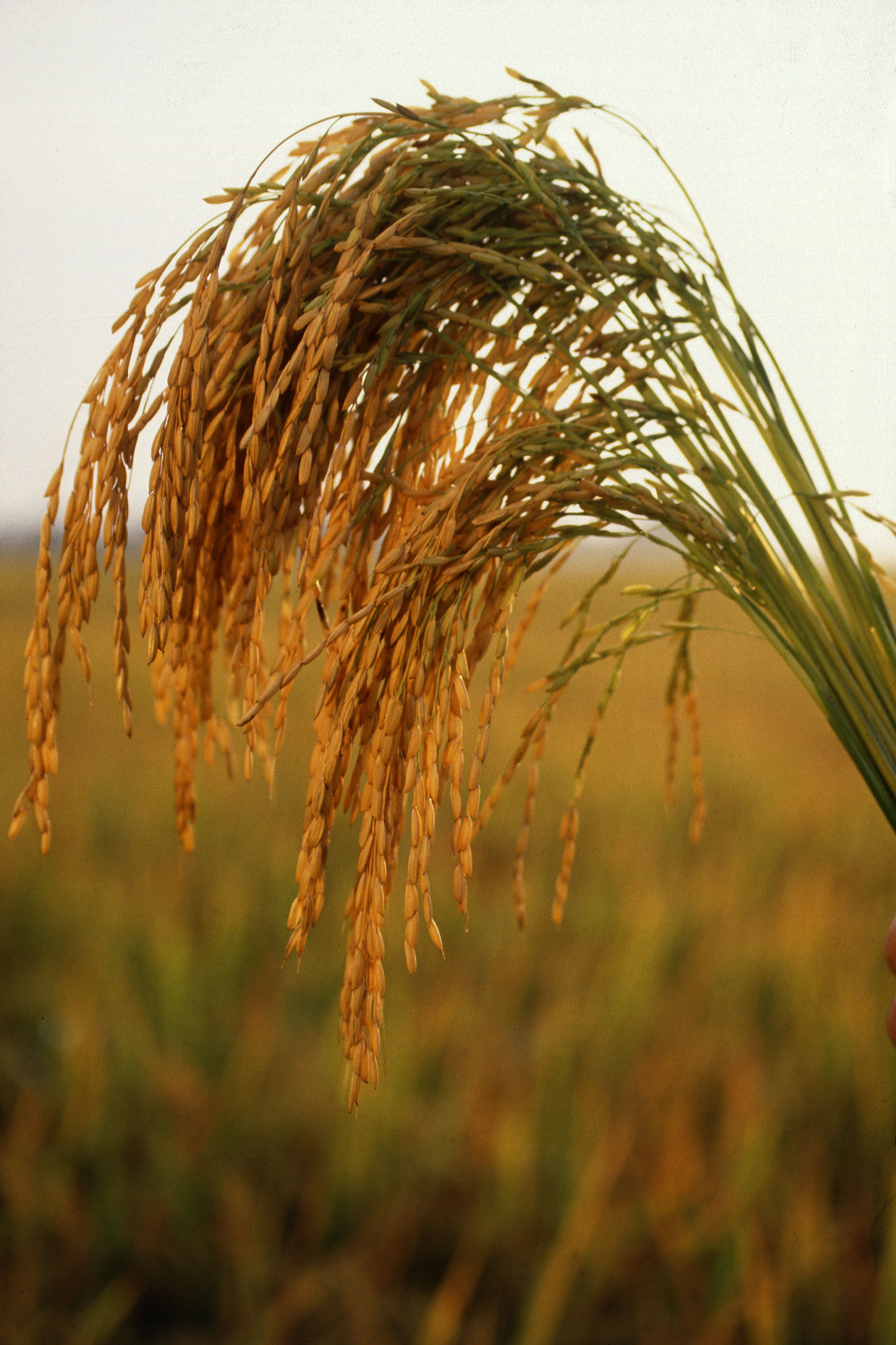
Inflorescència de l'arròs
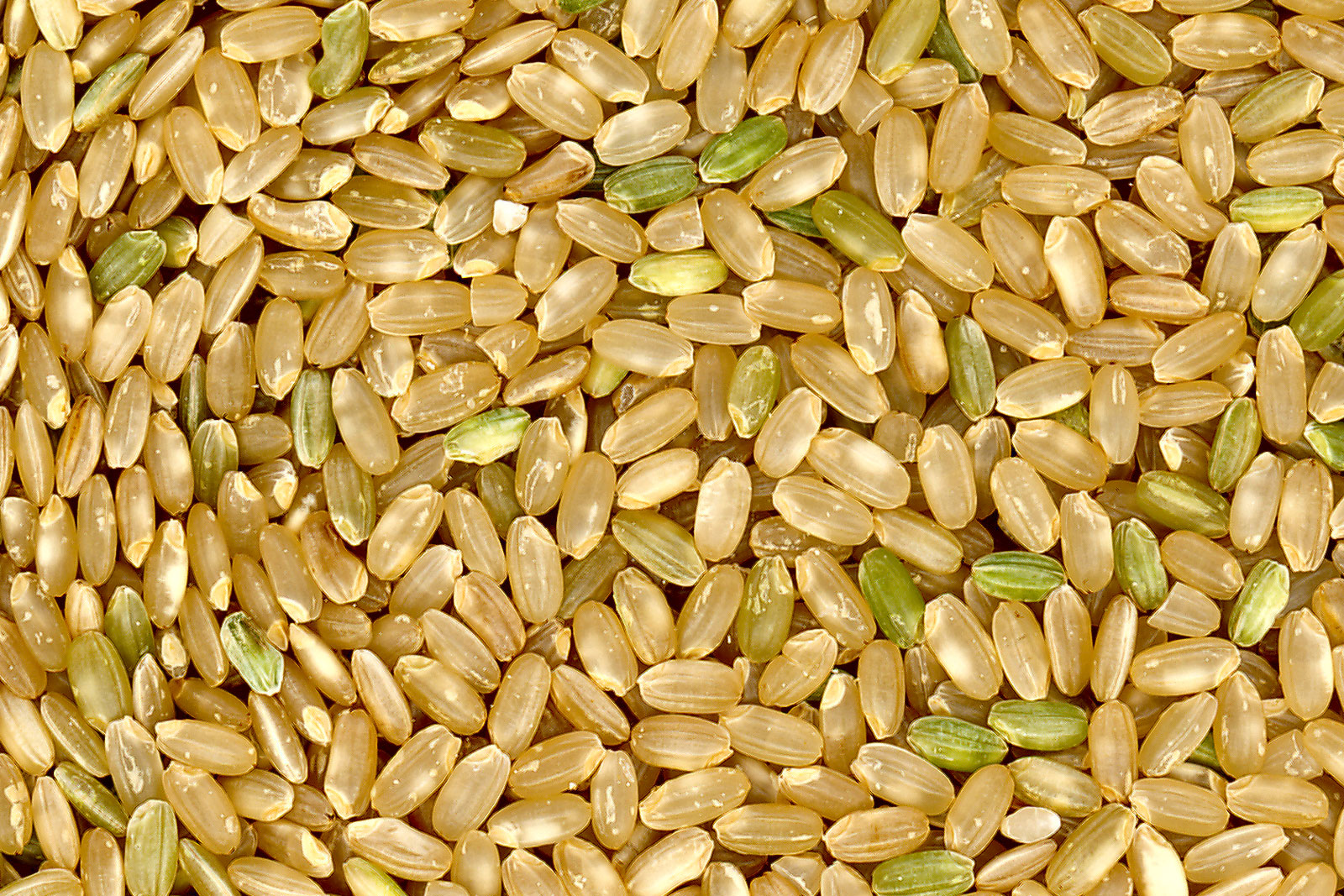
Arròs integral de gra rodó.
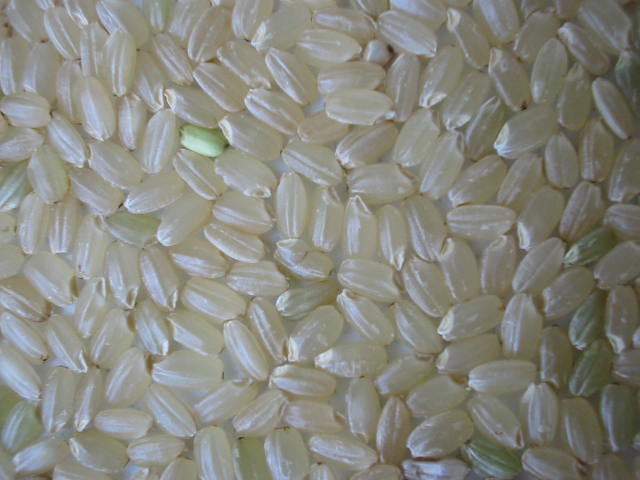
Arròs blanc de gra rodó, varietat japonesa hinohikari.
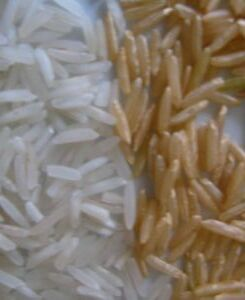
Arròs de gra llarg, blanc i integral
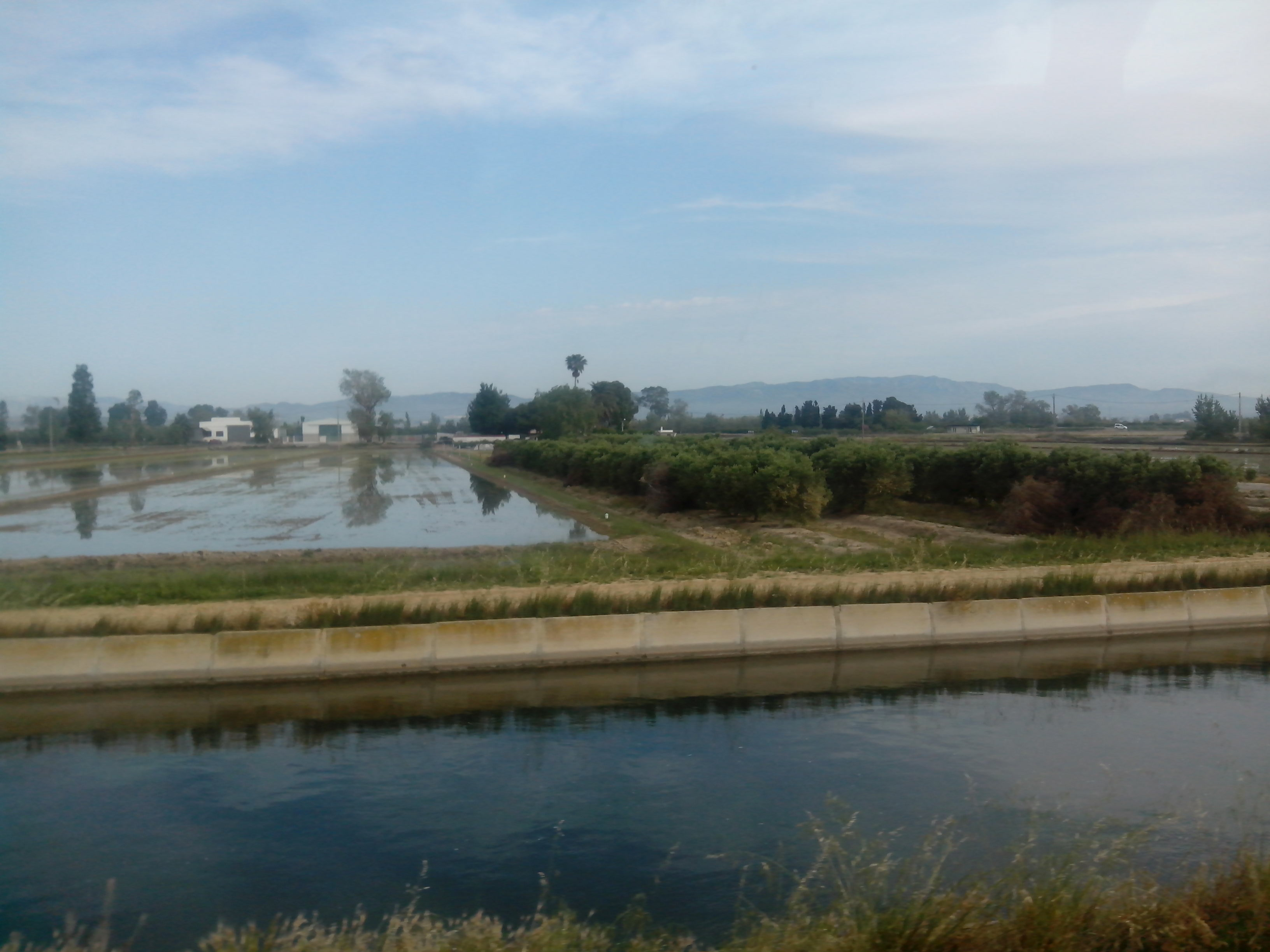
Camps d'arròs
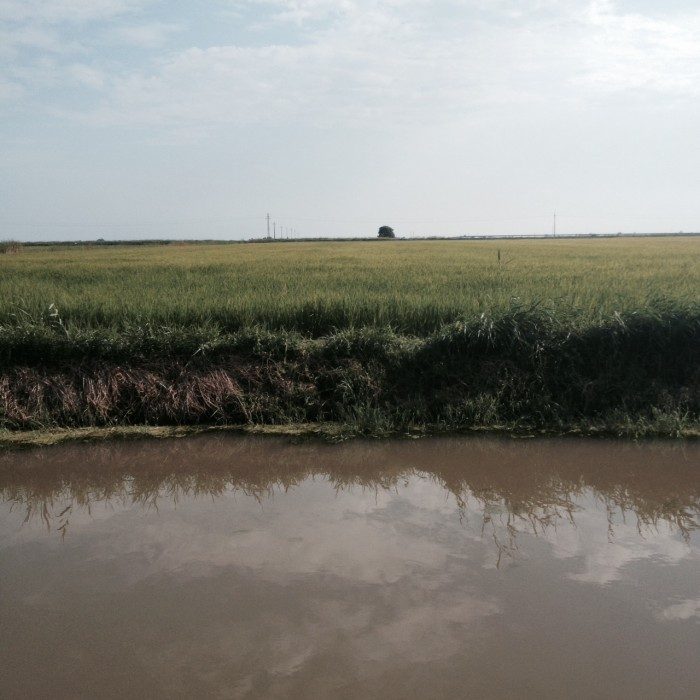
Camp d'arròs al Parc Natural del Delta de l'Ebre
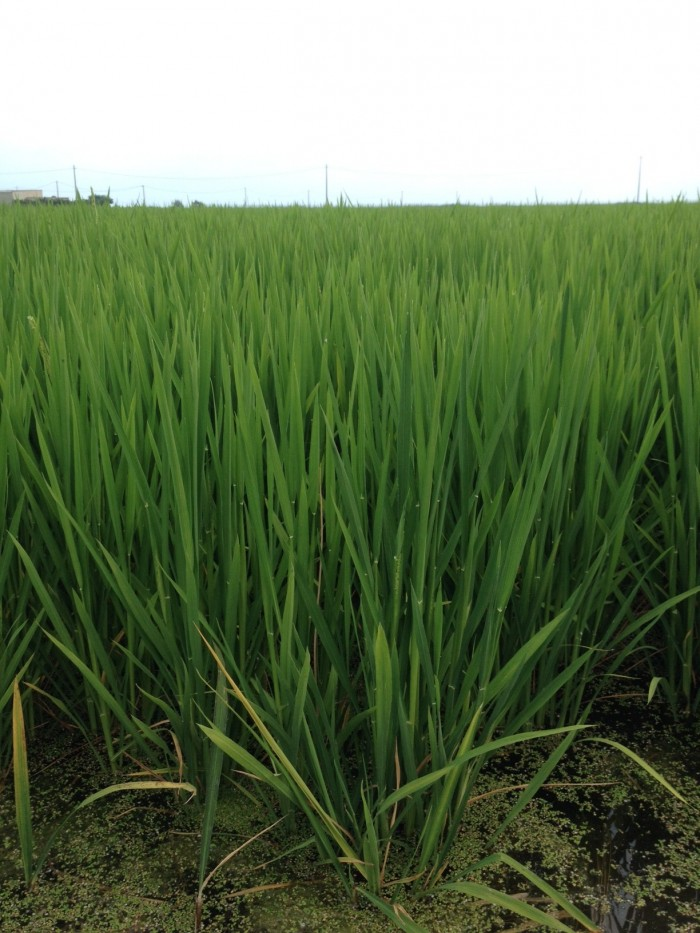
Arrossar del Delta de l'Ebre.